# Ligne de Pont-Cardinet à Auteuil – Boulogne
La ligne de Pont-Cardinet à Auteuil – Boulogne, communément surnommée ligne d'Auteuil, est une ancienne ligne de chemin de fer française de huit kilomètres à voie normale, située dans les 16e et 17e arrondissements de Paris. Elle reliait initialement la gare Saint-Lazare à la gare d'Auteuil-Boulogne, l'origine de la ligne étant ramenée à la gare de Pont-Cardinet à partir de 1922.
Ouverte en 1854 puis intégrée à la ligne de Petite Ceinture, la ligne est électrifiée par troisième rail en 1925. Elle est longtemps exploitée avec des éléments « Standard ». Sa fermeture intervient en 1985 dans le cadre du projet VMI, consistant à créer une antenne nord-ouest à la ligne C du RER. Son principal tronçon est depuis 1988 intégré au RER C, avec une couverture totale de l'infrastructure autrefois à l'air libre. Ses tronçons extrêmes ne sont en revanche plus exploités. Elle constitue la ligne no 971 000 du réseau ferré national.

## Histoire

### Origines
Au début des années 1850, les frères Pereire, qui avaient déjà fait construire la ligne de Saint-Germain-en-Laye, sont convaincus que le chemin de fer doit participer aux dessertes urbaines, avec un service intensif et des tarifs modiques le rendant accessible au plus grand nombre. Puisqu'Émile Pereire possède déjà une gare en direction de la banlieue ouest, c'est tout naturellement dans cette direction qu'il dirige son projet. Les communes des Batignolles-Monceau, de Passy et d'Auteuil, encore autonomes mais intégrées à l'enceinte de Thiers et la partie de la commune de Neuilly à l'intérieur de cette enceinte, lui semblent un terrain propice, d'autant plus que le bois de Boulogne est en cours d'emménagements et d'embellissement. Il engage donc la compagnie de Saint-Germain, qu'il anime, à demander au ministère français des travaux publics, en 1852, la concession d'une ligne des Batignolles à Auteuil, avec un embranchement au pont de Neuilly.
L'enquête préalable donne lieu à plusieurs observations, le cadre urbain traversé imposant à la compagnie un isolement de la ligne par rapport à son environnement, ou encore de la voirie urbaine par l'absence de passages à niveau. La ligne est concédée, comme un prolongement de la ligne de Ceinture, par une convention passée le 9 août 1852 entre le ministre des Travaux publics et la Compagnie du chemin de fer de Paris à Saint-Germain. Cette convention est approuvée et la ligne déclarée d'utilité publique par un décret le 18 août suivant,.
L'embranchement de Neuilly envisagé n'est pas compris dans la concession, ni le prolongement éventuel au pont de Sèvres pour éviter la concurrence avec les lignes de Paris à Versailles-Rive-Droite et Versailles-Rive-Gauche.
Une nouvelle enquête donne lieu à l'entente entre les municipalités concernées. Les communes de Batignolles-Montceaux et de Neuilly participent par des subventions à cet aménagement à condition de réaliser un boulevard de dix mètres de large de chaque côté de la ligne entre la rue de Saussure et la porte Maillot, actuellement boulevard Pereire, du nom de ses dirigeants et principaux actionnaires, les frères Pereire et une station au droit du pont Cardinet.
La ville de Paris offre des terrains dont elle était propriétaire le long des fortifications au sud de la porte Maillot. Certains propriétaires riverains, voyant leur avantage à l'ouverture du boulevard, offrent leurs terrains à la Compagnie ; d'autres acquisitions dans un territoire encore essentiellement agricole sont effectuées à l'amiable ou par expropriations. La Compagnie acquiert pour 400 000 francs la propriété de Montmorency pour l'établissement de la gare d'Auteuil, l'excédent loti étant l'actuelle Villa Montmorency. Outre son profit immédiat, cette opération procure à la Compagnie une clientèle aisée voyageant majoritairement en diligence de première classe.

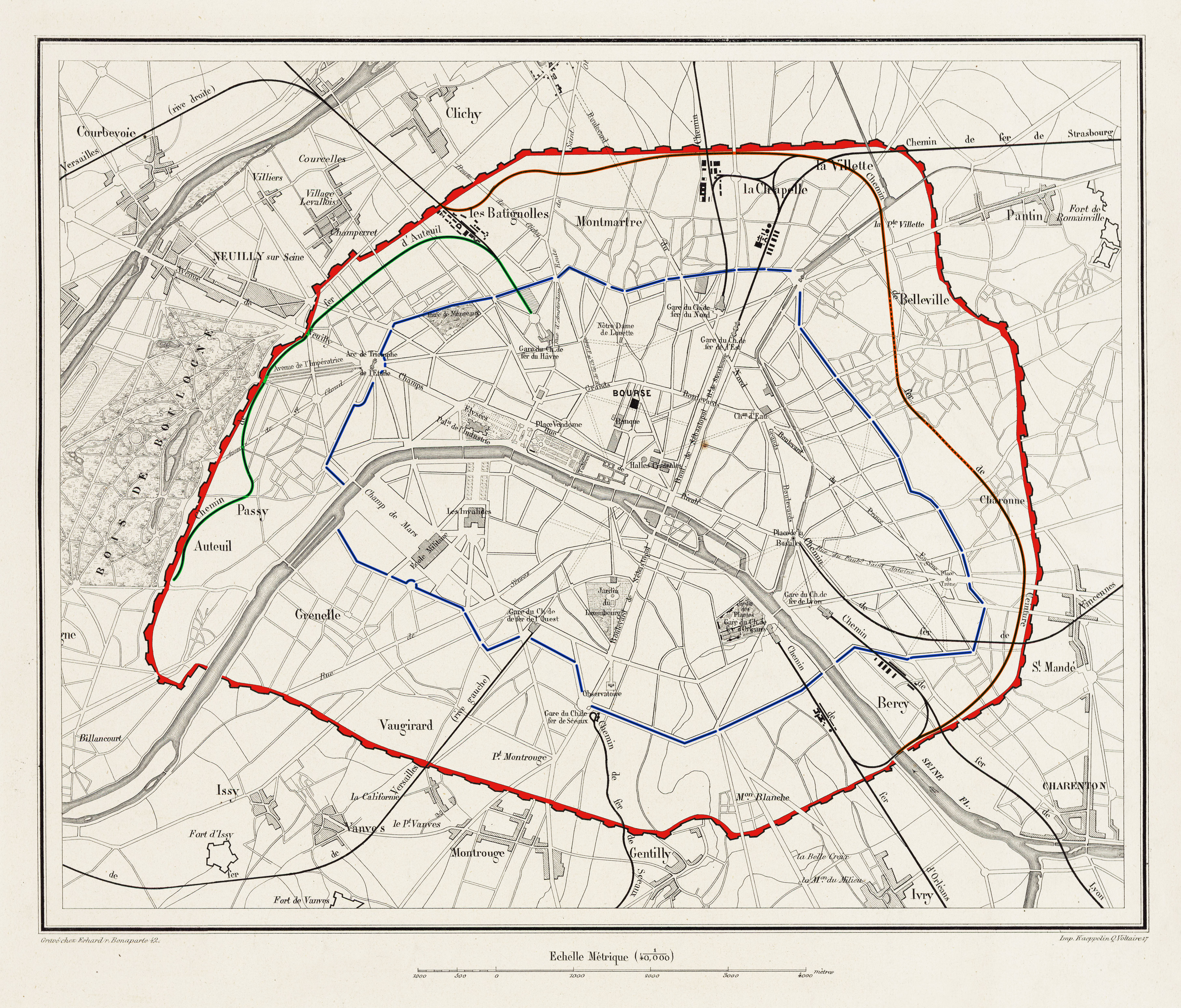
Paris, 1859 : chemin de fer d'Auteuil (vert) et de Petite Ceinture (orange) entre les limites d'alors de la ville (bleu) et les fortifications de Thiers (rouge).

La ligne est construite et établie en tranchée sur la majorité de son parcours, avec des traversées de voies publiques par quatorze ponts et quatre souterrains, de 140 mètres sous la grande avenue de Neuilly - actuelle avenue de la Grande-Armée, 44 mètres sous la route Dauphine (avenue Foch), 56 mètres sous l'avenue de Saint-Cloud, avenue Henri-Martin) et 135 mètres sous l'avenue du Ranelagh chaussée de la Muette.
Après des travaux menés activement, la ligne est mise en service le 2 mai 1854.
La ligne est optimisée pour une desserte urbaine fréquente : les quais sont hauts pour un accès plus rapide aux trains en réduisant l'emmarchement, la ligne ne présente aucune traversée des voies par les voyageurs, avec des accès aux quais bien dimensionnés et dont les flux sont séparés. Les locomotives-tender évitent par ailleurs les manœuvres aux extrémités de la ligne. Le trajet dure une vingtaine de minutes, à raison d'un train toutes les trente minutes. Deux ou trois rames d'une dizaine de voitures desservent la ligne en semaine, les compositions étant plus longues les dimanches et fêtes ainsi qu'en été, avec des marches détendues et des stationnements en gares de deux minutes pour faire face à l'affluence.
Les rames comportent deux classes, les voitures de deuxième classe et les diligences de première classe. Le tarif kilométrique en voiture est inférieur à celui de la classe inférieure (3e classe) des autres lignes et des abonnements de six mois et d'un an sont proposés : par exemple 90 francs pour un an en voiture de Saint-Lazare à Auteuil, 120 francs en diligence.
Le tarif des dimanches après-midi est plus cher : le prix de la place en voiture de la gare de Saint-Lazare à Auteuil est, par exemple, de 0,50 franc au lieu de 0,30 franc les jours ouvrables et dimanches avant midi, alors que celui en diligence est de 0,70 franc au lieu de 0,50 franc.
Le 30 janvier 1855, les compagnies des chemins de fer de Paris à Saint-Germain, de Paris à Rouen, de Rouen au Havre, de l'Ouest et de Paris à Caen et à Cherbourg signent une convention pour fusionner. Celle-ci est approuvée par une convention signée les 2 février et 6 avril suivants entre le ministre des Travaux publics et les Compagnies. Enfin, la fusion est approuvée par un décret impérial le 7 avril 1855. Cette fusion donne naissance à la Compagnie des chemins de fer de l'Ouest.
Dès lors, la ligne voit son trafic progresser d'année en année. Le nombre de voyageurs, gare Saint-Lazare non comprise, passe de 1 836 612 en 1859 à 2 438 768 en 1866.

### Commune de Paris
La ligne fut fortement affectée par la période insurrectionnelle de la Commune de Paris. Le trafic fut interrompu. Il reprit de Courcelles à Ouest-Ceinture le 2 juillet 1871. Cette section fut la plus endommagée.
La gare de la Porte Maillot fut détruite et les bâtiments de la gare d’Auteuil furent en grande partie emdommagés. Le pont situé près de la gare dut être reconstruit. Le viaduc d'Auteuil subira des avaries sérieuses alors que le pont du Point-du-Jour sera relativement épargné.

### Intégration à la ligne de Petite Ceinture
En 1867, la ligne d'Auteuil est incorporée dans la ligne de Petite Ceinture, construite en différentes étapes autour de la capitale. La ligne d'Auteuil, dont le terminus était jusqu'à présent la gare d'Auteuil-Boulogne est donc prolongée jusqu'au viaduc du Point-du-Jour (construit en 1864-1865 et détruit en 1958) et raccordée à Grenelle et Vaugirard.
La fréquentation atteint 3 624 158 voyageurs en 1875, le trafic des marchandises demeurant en revanche assez faible. Seule la gare d'Auteuil permet d'expédier et de recevoir des wagons complets, un train en chaque sens assurant le transit entre les gares des Batignolles et de Vaugirard. À partir de 1883 avec la reprise de la section rive gauche par la petite Ceinture, la ligne voit passer des trains circulaires complets, puis à partir de 1893, des trains circulaires originaires, ou à destination de Paris-Nord. Avec une dizaine de trains dans chaque sens et par heure en moyenne, la ligne d'Auteuil possède des fréquences dignes d'un métro, et son trafic atteint 22 160 000 en 1894, soit le double du trafic de 1888.

### Raccordement de Boulainvilliers
Une liaison directe vers la gare du Champ de Mars par la gare de Boulainvilliers, dit « raccordement de Boulainvilliers » ou tronçon « de Courcelles à Passy et au Champ de Mars », est concédé à la Compagnie des chemins de fer de l'Ouest par une convention signée le 6 juillet 1896 entre le ministre des Travaux publics et la compagnie. La convention est approuvée par une loi le 14 juin 1897 qui déclare la ligne d'utilité publique.
La ligne construite de 1897 à 1900 comprend une traversée de Passy en tunnel ou en tranchée couverte de (833 mètres en souterrain de part et d’autre de la tranchée ouverte de 100 mètres de la gare de Boulainvilliers) ayant nécessité des expropriations, avec indemnisations à l’amiable ou par décisions de jurys, la rue François-Ponsard fut aménagée sur ces terrains et la construction d’un viaduc en courbe sur la Seine de 155 mètres. Cette liaison nécessite le quadruplement des voies, de deux à quatre, entre Pereire - Levallois et Avenue Henri-Martin, permise par le remplacement des talus en pente de la tranchée par des murs de soutènements.
La voie venant de Boulainvilliers en direction de l’avenue Henri-Martin passe sous celles de la ligne d’Auteuil, la bifurcation de Courcelles étant cependant en cisaillement.
Les bâtiments des gares de Neuilly-Porte-Maillot et de l’avenue du Bois de Boulogne (gare de l'avenue Foch) sont reconstruits à cette occasion.
La mise en service de ce nouveau tronçon de ligne le 12 avril 1900, trois jours avant le début de l'exposition universelle, permet de faire circuler des trains entre la gare Saint-Lazare et la gare du Champ de Mars agrandie pour la desserte de la manifestation. La ligne connaît alors son apogée, avec dix millions de voyageurs prenant le train au Champ-de-Mars entre avril et novembre 1900, transitant le plus souvent par le raccordement de Boulainvilliers. Une des voies de la ligne est surnommée « voie des souverains » en raison des trains officiels amenant monarques et autres chefs d'État à la gare du Bois de Boulogne, aujourd'hui nommée gare de l'avenue Foch.
Après la fermeture de l'exposition, la gare du Champ de Mars est fermée aux voyageurs, remplacée par une station de passage et le terminus des trains passant par le raccordement de Boulainvilliers reporté à la nouvelle gare des Invalides.

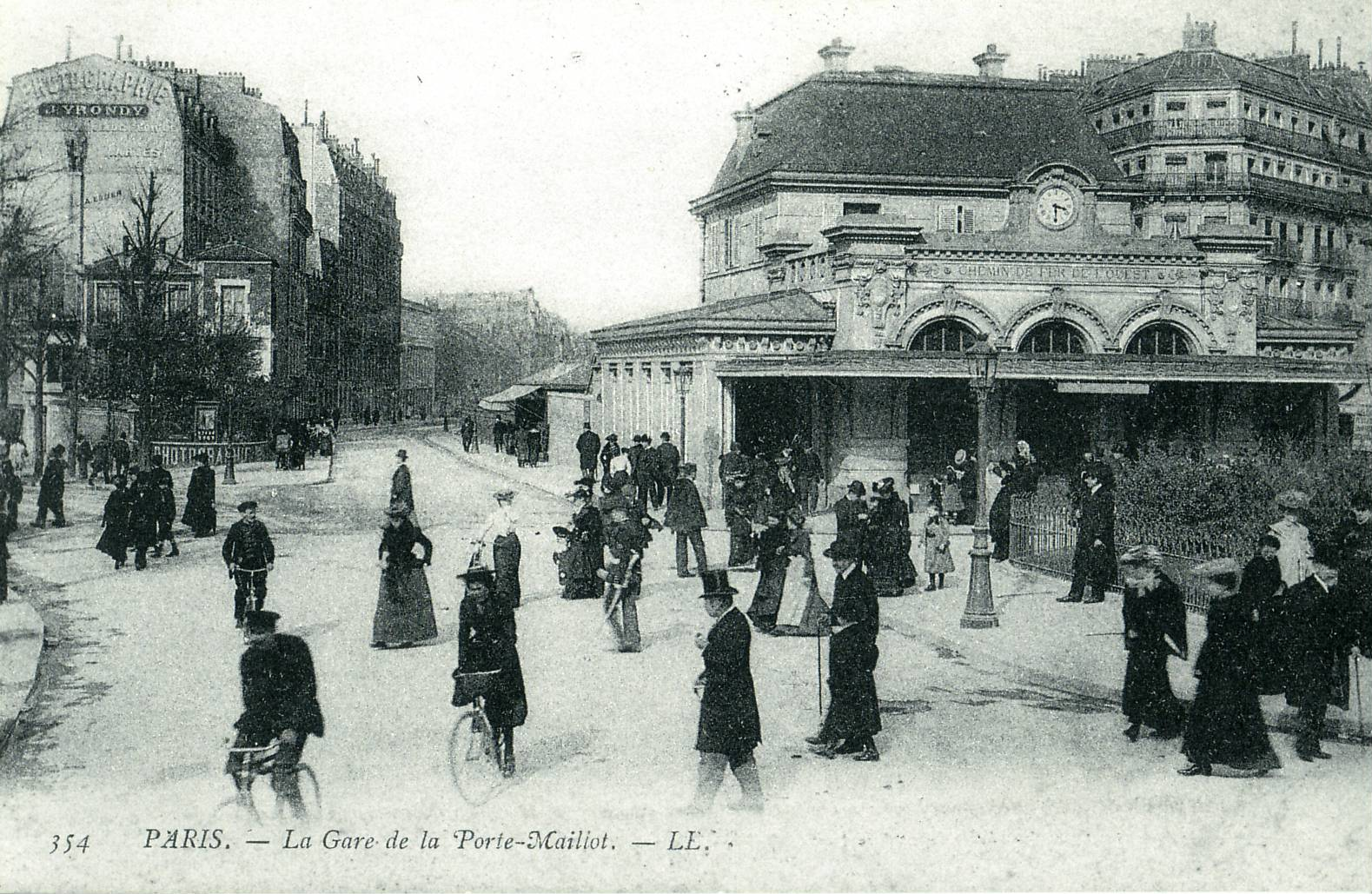
La gare de la Porte Maillot.

### Début du déclin
À partir de 1903, la concurrence des transports urbains, en particulier du métro de Paris naissant, porte une concurrence de plus en plus rude à la ligne et à son antenne de Boulainvilliers. Toutefois, contrairement à la Petite Ceinture où le trafic ferroviaire diminue en conséquence, la ligne d'Auteuil est considérée comme faisant partie d'un tout par la Compagnie de l'Ouest, puis par l'État, l'augmentation régulière du trafic banlieue ne justifiant pas, à leur sens, une diminution des circulations. Néanmoins, la ligne est affectée par la réduction du nombre de trains de Ceinture. En 1909, on perce la quatrième galerie du tunnel des Batignolles sous la rue de Rome pour permettre le passage de la ligne d'Auteuil.
Le 19 mai 1913, les trains reliant Paris-Saint-Lazare aux Invalides par le raccordement de Boulainvilliers sont limités au Champ-de-Mars, où les voyageurs peuvent emprunter en correspondance un train du service cadencé des Invalides à Versailles–Rive-Gauche. Au service d'été 1914, le raccordement ne voit plus circuler que deux trains par heure et par sens en moyenne, sur une amplitude horaire de dix-huit heures.
La difficulté d'approvisionnement en combustible provoque une forte réduction du trafic durant la Première Guerre mondiale. En 1917, le service est suspendu entre Henri-Martin et le Champ-de-Mars, provoquant la suppression des trains correspondants vers Paris-Saint-Lazare. Lorsque les gares de l'avenue de Boulainvilliers et du quai de Passy rouvrent leurs portes le 8 juillet 1919, elles ne sont plus desservies que par une simple navette, assurée par un élément Standard de 1re série, reliant la gare du Champ-de-Mars à celle de l'avenue Henri-Martin en six minutes, imposant de multiples changements aux voyageurs.
Au début des années 1920, le nombre de trains circulant entre Saint-Lazare et Pont-Cardinet, les travaux d'électrification des lignes de proche banlieue, ainsi que la démolition de trois galeries du tunnel des Batignolles conduisent l'administration des chemins de fer de l'État, qui a racheté la Compagnie des chemins de fer de l'Ouest en 1909, à limiter les services de la ligne d'Auteuil à la partie de Pont-Cardinet à Auteuil à compter du 1er avril 1922, les voyageurs souhaitant gagner la gare Saint-Lazare devant emprunter les transports urbains à leur charge, aucune correspondance ferroviaire n'étant provisoirement assurée.
La correspondance est rétablie à Pont-Cardinet le 27 avril 1924, mais la désaffection du public est fatale à la navette de Boulainvilliers. Faisant face à la concurrence croissante des lignes 6 et 9 du métro, elle ne transporte plus que 75 000 voyageurs en 1923. En conséquence, le trafic est suspendu le 1er juin 1924, le raccordement de Boulainvilliers ne servant plus, jusqu'en 1964, que pour les échanges de matériels roulants avec le dépôt du Champ-de-Mars.

### Électrification

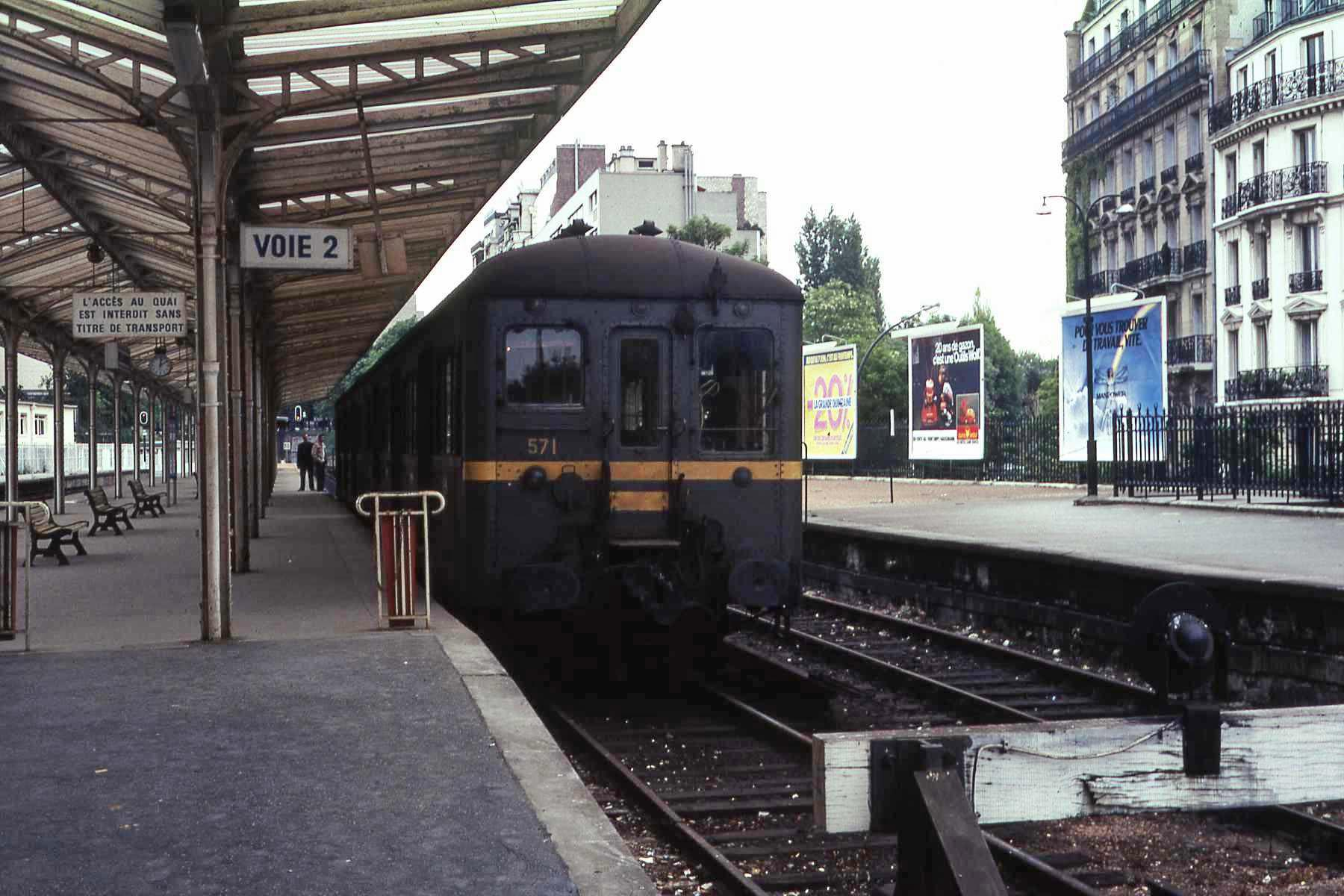
Une image emblématique de la ligne : un élément Standard alimenté par troisième rail, en gare d'Auteuil – Boulogne en 1980.

Au sortir de la guerre, les chemins de fer de l'État cherchent à se "débarrasser" de la ligne d'Auteuil au trafic déclinant. Il est envisagé de la transférer à la compagnie du chemin de fer métropolitain de Paris. Néanmoins, elle est considérée comme une partie intégrante du réseau de Paris-Saint-Lazare, ce qui lui vaut d'être incluse dans le programme d'électrification de la banlieue Ouest. Elle est donc électrifiée le 2 janvier 1925 en courant continu 750 V par rail latéral et desservie par les nouvelles rames « Standard » (Z 1300, puis Z 1400 et Z 1500). En parallèle, les trains de la Petite Ceinture restent assurés en traction vapeur, le reste de cette ligne n'étant pas électrifiée.
La ligne d'Auteuil n'est pas affectée par la fermeture aux voyageurs de la ligne de Petite Ceinture, intervenue en 1934, et reste la seule section à voir circuler une desserte urbaine. En revanche, le viaduc du Point-du-Jour qui la reliait à la Petite Ceinture rive gauche, est démoli en 1959. La gare d'Auteuil-Boulogne redevient un cul-de-sac.
En 1971, la correspondance est améliorée à Pont-Cardinet pour les trains en provenance de Paris-Saint-Lazare avec un changement sur le même quai. La fréquence des circulations est renforcée, passant de dix ou vingt minutes selon les périodes à dix minutes toute la journée, sauf exception. Par ailleurs, les gares font l'objet d'une rénovation et d'un réaménagement.
Le raccordement de Boulainvilliers, pour sa part, est abandonné et déferré côté Seine en 1964. Il continue tout de même à servir comme garage ponctuel pour les nouveaux matériels roulants en attente de mise en service. C'est ainsi qu'il accueille les MS 61 de la ligne A du RER à la fin des années 1960, puis les Z 6400 de la banlieue Saint-Lazare à la fin des années 1970.
Dans les années 1980, le destin de la ligne bascule avec l'opération VMI (Vallée de Montmorency – Invalides) visant à créer une nouvelle branche de la ligne C du RER : la partie centrale entre Pereire -Levallois et Avenue Henri-Martin doit être intégrée au RER, tout comme le raccordement de Boulainvilliers ; les deux extrémités sont en sursis. La ligne est fermée le 6 janvier 1985, après un dernier voyage assuré en rame Standard, pour la réalisation des travaux.

### Intégration partielle à la ligne C du RER

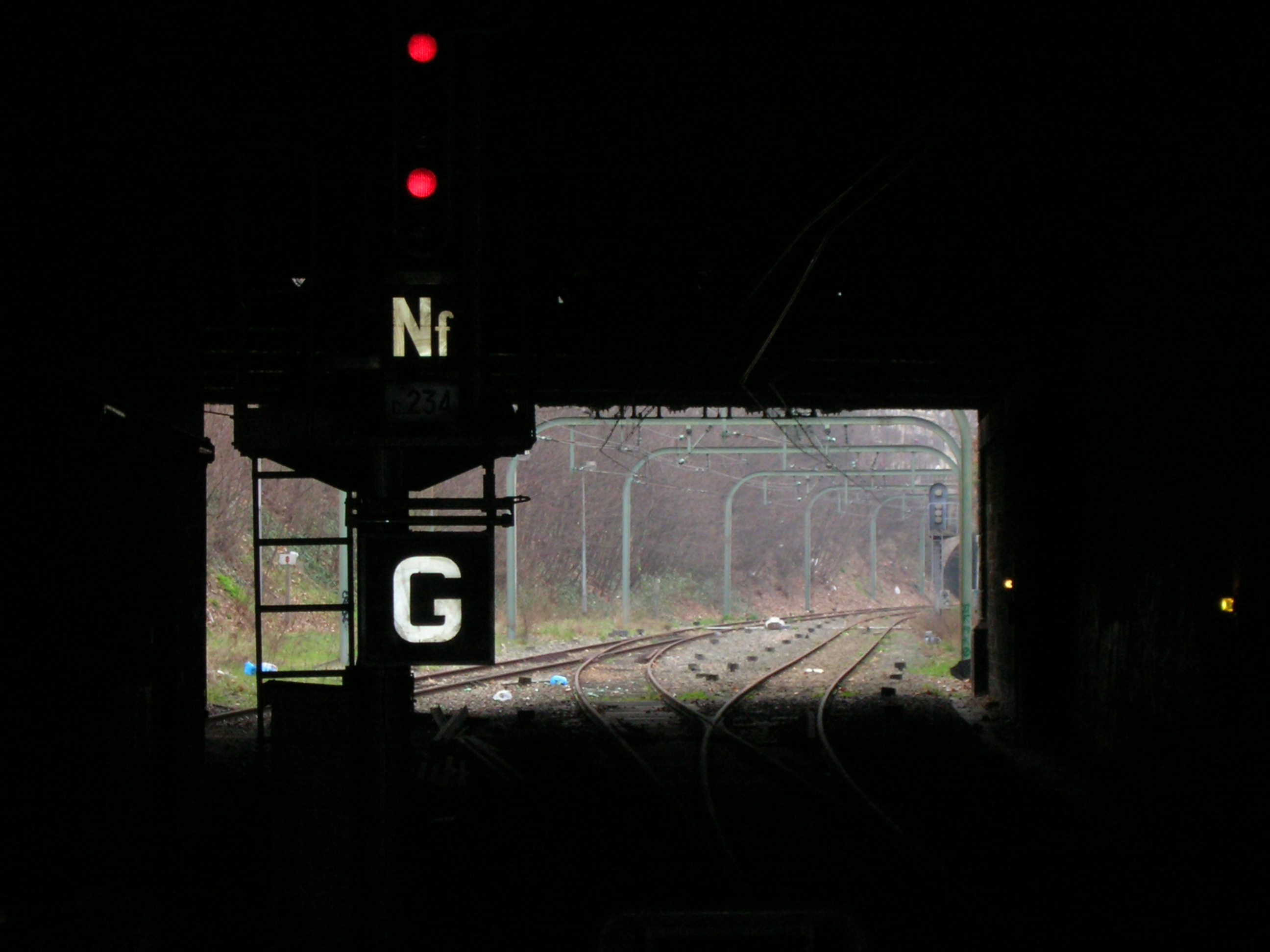
Les voies vues depuis la station Pereire vers Pont-Cardinet. Le carré reste fermé... (01/02/2007)

Dès la fermeture de la ligne, les travaux de transformation commencent. La voie est renouvelée et le troisième rail déposé au profit d'une électrification par caténaire en 1 500 V continu. L'opération VMI est également l'occasion pour la mairie de Paris de réaliser un vieux projet, la couverture complète de la ligne d'Auteuil par une dalle en béton afin d'y aménager des espaces verts et des parkings. Le trafic attendu ne justifiant pas le maintien de quatre voies, la largeur de la tranchée du boulevard Pereire est réduite de moitié. La partie abandonnée est vendue à la Ville de Paris pour être transformée en parkings souterrains, ce qui permet à la SNCF de compenser les surcoûts liés au projet VMI. Enfin, les gares sont complètement rénovées avec l'élargissement des quais et la réfection des bâtiments voyageurs.
Le 26 septembre 1988, la nouvelle branche du RER C est mise en service ; entre-temps, la décision a été prise d'abandonner la section sud jusqu'à Auteuil. Les voies sont déposées à l'été 1993. En revanche, la section nord est conservée et ré-électrifiée par caténaire. Une navette est assurée tous les quarts d'heure par une automotrice Z 5300 afin de maintenir la correspondance entre Pereire - Levallois et Pont-Cardinet.

### Abandon des sections terminales
La fréquentation extrêmement faible de la navette, qui mobilise un élément automoteur de grande capacité et du personnel, conduit à sa fermeture le week-end, puis de manière définitive le 5 juillet 1996, faute de voyageurs, avec report sur un service de navette par autobus. Jusqu'en 2005, cette section de ligne sert de garage pour les rames de la ligne C avant d'être interrompue par un heurtoir peu après Pereire – Levallois.
La voie est déferrée en 1993 et l'emprise d'une partie de l'ancienne ligne aménagée en espace vert, la Petite Ceinture du 16e. Les emprises de l'ancienne gare d'Auteuil-Boulogne sont rachetées par la Ville de Paris en 2006 dans le cadre d'une opération immobilière. Les deux immeubles de logement sociaux sont achevés en 2016. Le tunnel et la tranchée entre Passy - La Muette et Avenue Henri Martin restent inutilisés.
Le déclassement et la cession du tronçon Gare de Passy – la Muette (PK 6,670) — Gare d'Auteuil – Boulogne (PK 8,230) a fait l'objet d'un avis favorable du Syndicat des transports d'Île-de-France (STIF), sous réserve de la réservation d'une emprise destinée à permettre l'aménagement d'un point de retournement des rames de la branche C1 du RER C.
Le tronçon de Pont-Cardinet à Pereire - Levallois ne servant plus pour le stockage des rames du RER C, il a été retranché du réseau ferré national en 2013. La tranchée a été comblée au niveau de la gare de Pont Cardinet dans le cadre de l'opération Clichy-Batignolles. Le linéaire restant a fait l'objet en 2018 d'une convention entre la Ville de Paris et la SNCF en vue de sa transformation en promenade. Il est accessible au public depuis mai 2019 et forme la Petite Ceinture du 17e.

## Tracé

### De la gare Saint-Lazare à la gare de Pont-Cardinet
Au départ de la gare Saint-Lazare, la ligne suivait l'ensemble du faisceau vers le nord-ouest.
Dès les Batignolles et le pont sous la rue Cardinet, elle s'incurve plus franchement vers l'ouest. Au niveau de la gare de Pont-Cardinet, les voies étaient déjà écartées de celles des autres groupes (II à VI).
À partir de 1922, après l'accident du tunnel des Batignolles, le terminus de la ligne est ramené de la gare Saint-Lazare à la gare de Pont-Cardinet. Par la suite, une seule voie assurait la jonction entre la gare Saint-Lazare et l'ex-ligne d'Auteuil. Cette voie branchée sur la voie 1 du groupe II se termine en contrebas de la rue de Rome par un tiroir en cul-de-sac. Dans l'autre direction vers Auteuil, la voie est coupée dans la gare de Pont-Cardinet au niveau de l’entrée de l’ancien quai détruit vers 2010 pour construire un immeuble. Les escaliers qui donnaient accès à ce quai ne desservent plus que celui où s’arrêtent les trains de la ligne de Paris-Saint-Lazare à Versailles-Rive droite (groupe II) en direction de Versailles. Il n'existe donc plus de liaison de l'ancienne ligne avec le réseau SNCF.

Entre la gare de Paris-Saint-Lazare et la gare de Pont-Cardinet
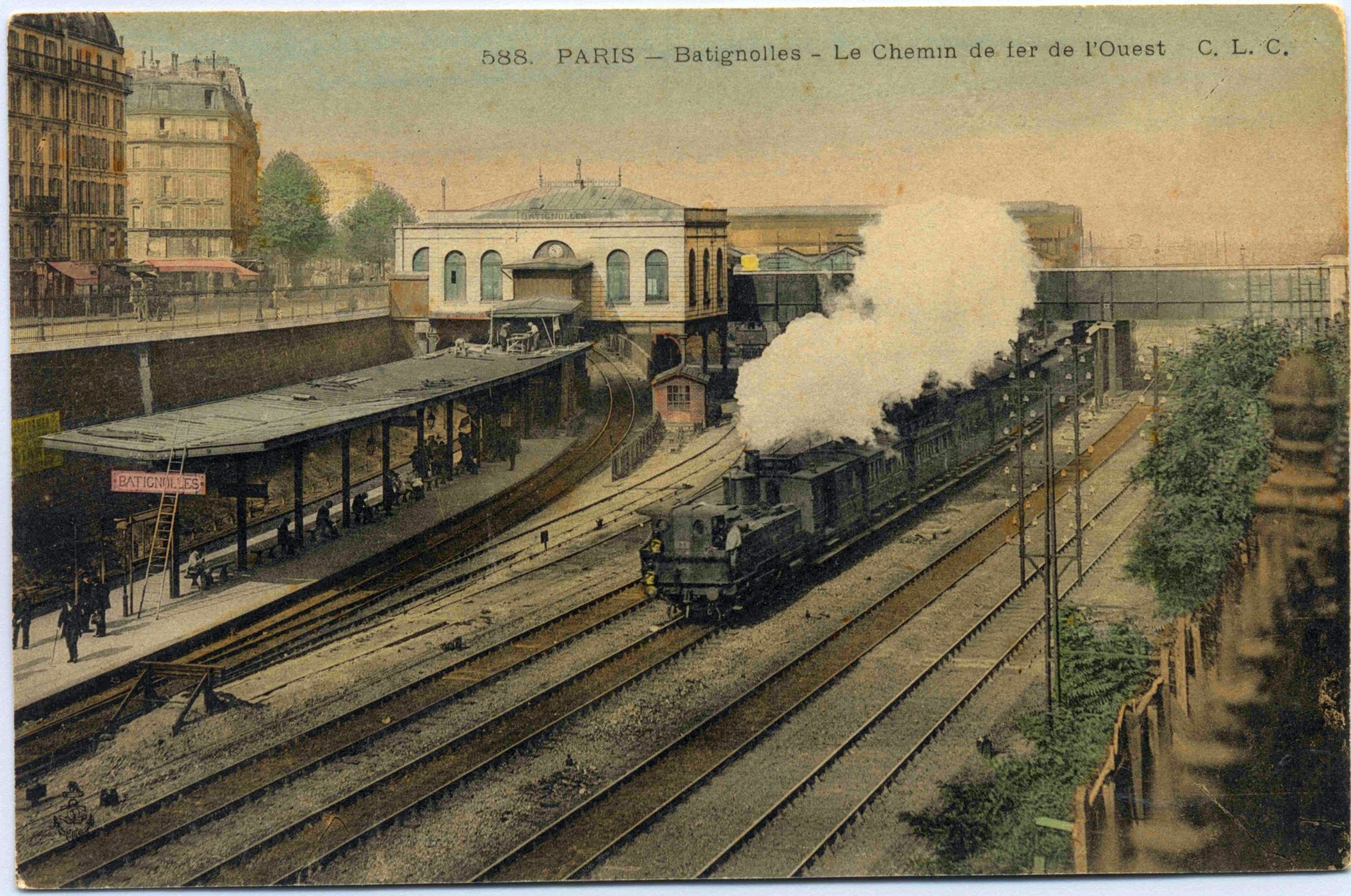
Gare des Batignolles au début du XXe siècle. La ligne d'Auteuil est à gauche au bord de la marquise.
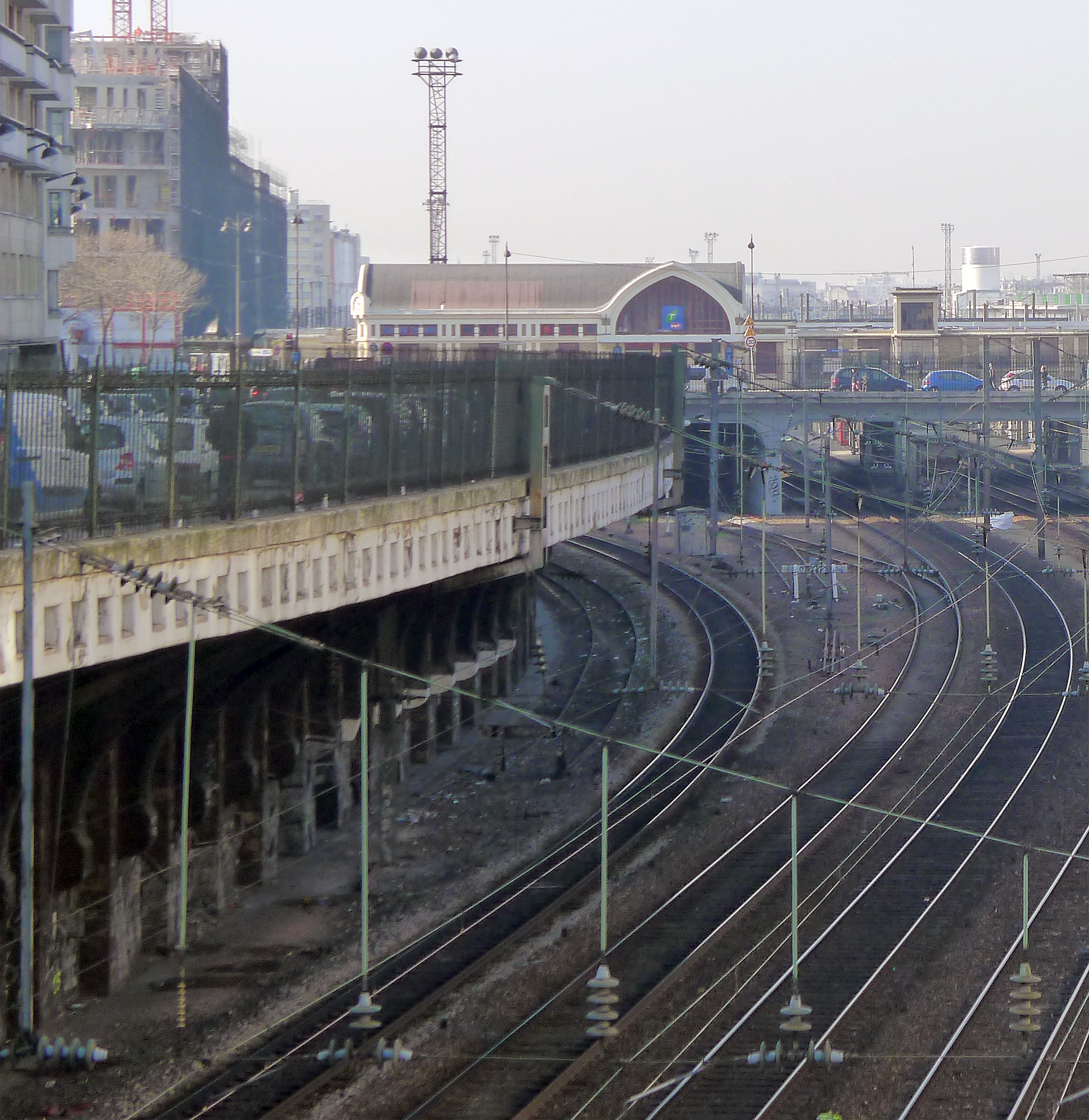
Butoir sur la voie de l'ancienne ligne en contrebas de la rue de Rome au sud de la gare de Pont-Cardinet.
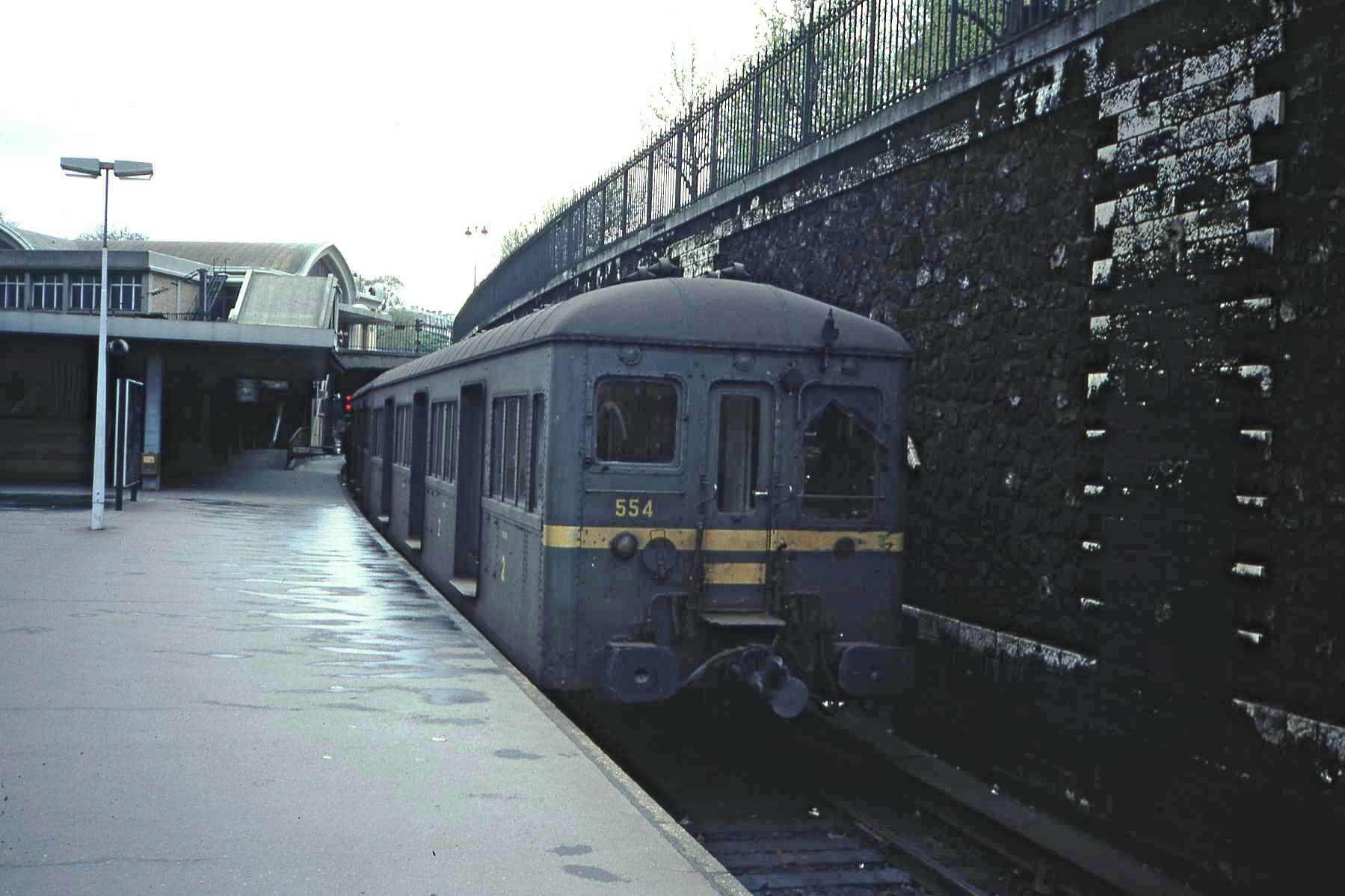
Départ d'une rame standard de la gare de Pont-Cardinet en direction d'Auteuil en 1983.
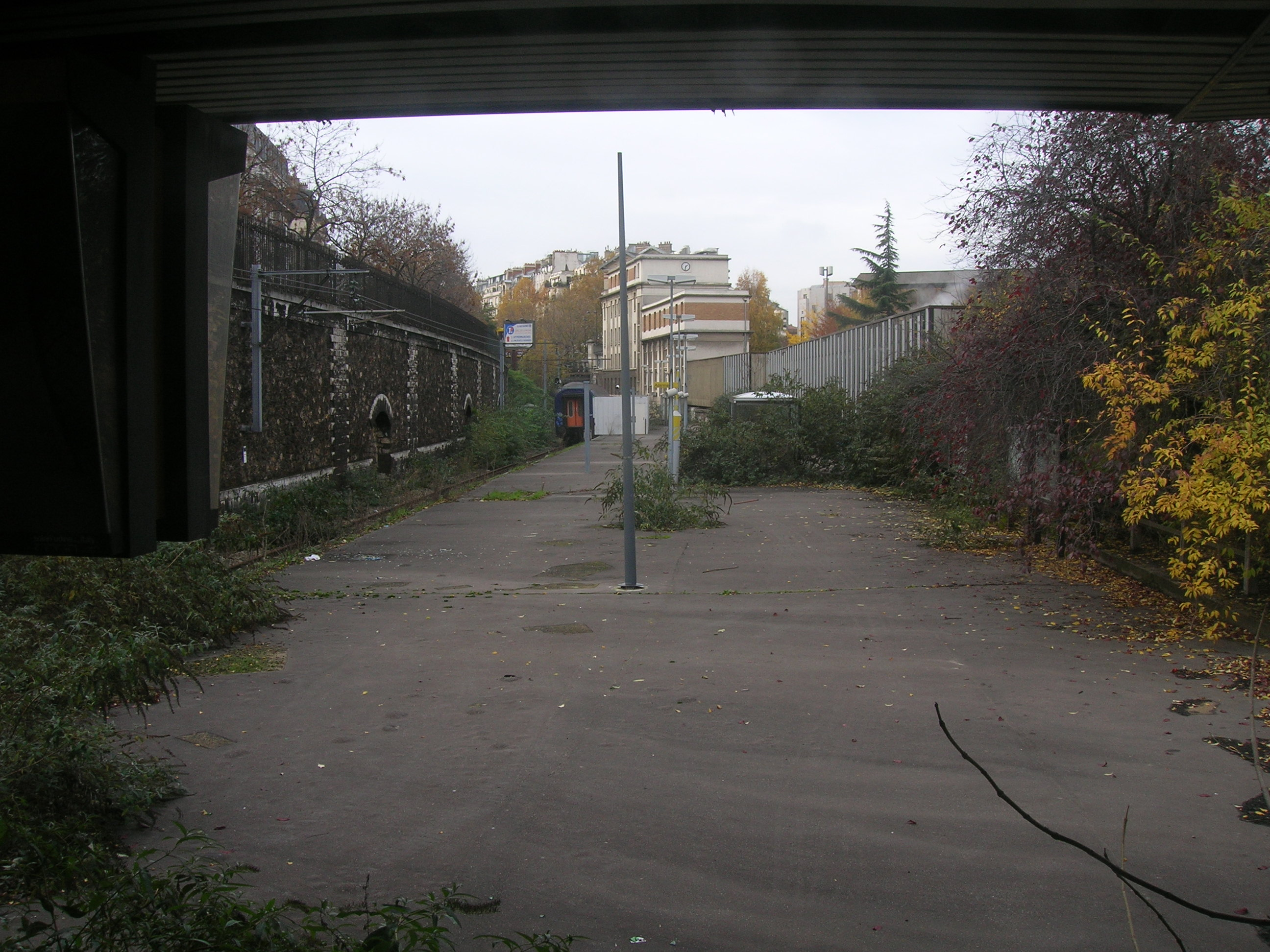
Quai de l'ancienne ligne d'Auteuil dans la gare de Pont-Cardinet, abandonné avant sa suppression vers 2010 pour construction d'un immeuble.
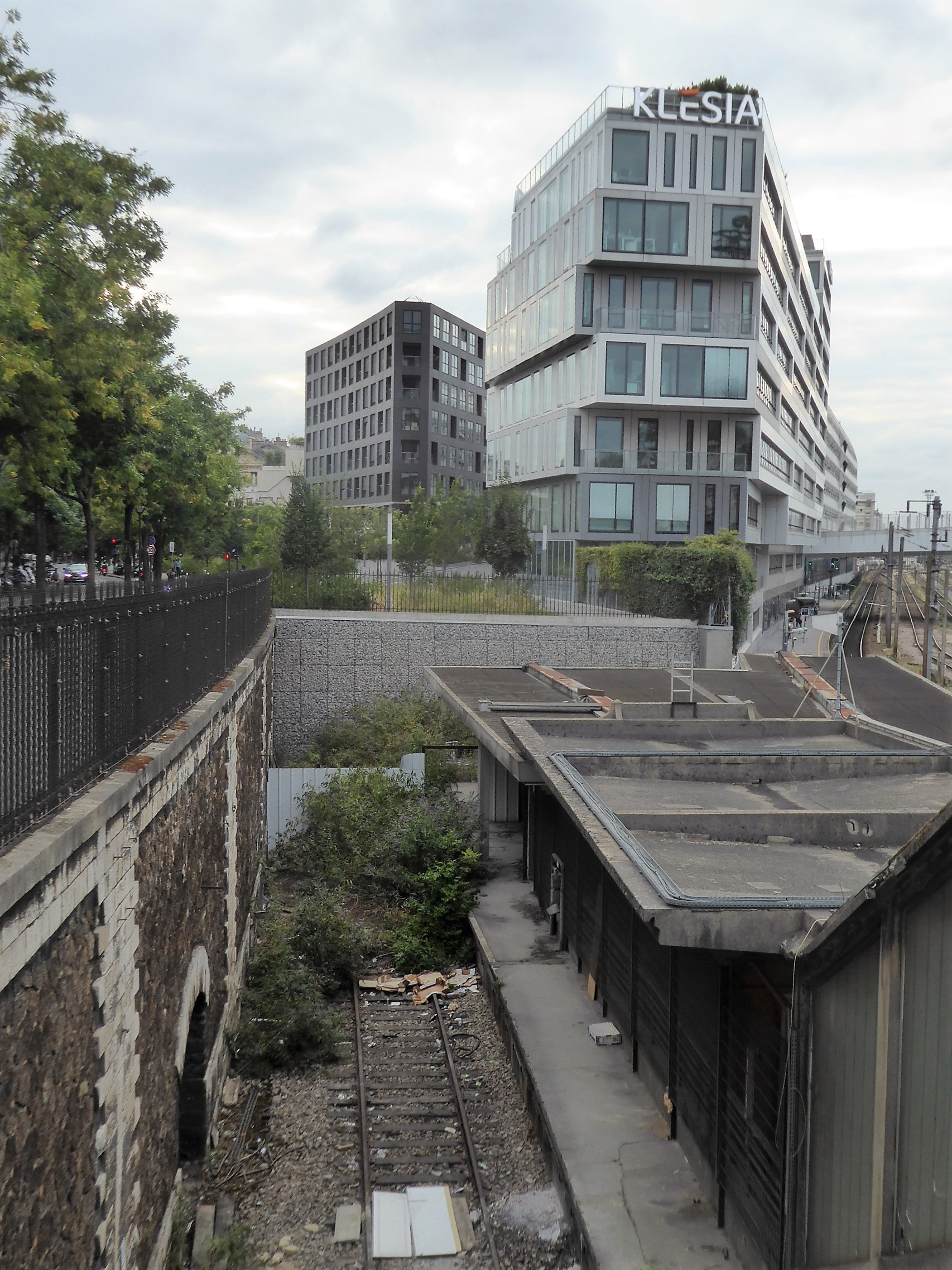
La rue Severiano-de-Heredia est derrière le mur coupant la voie dans la gare de Pont-Cardinet.

### De la gare de Pont-Cardinet à la place Loulou-Gasté
La tranchée de la ligne qui continue à s'incurver le long du boulevard Pereire Sud a été recouverte en 2013 de la gare de Pont-Cardinet au niveau de la coupure de la voie jusqu'au pont de la rue de Saussure par la nouvelle rue Severiano-de-Heredia. Cette rue comporte un trottoir au bord des immeubles édifiés au début des années 2010 et un espace végétalisé sur la couverture de la tranchée de l'ancienne ligne le long du boulevard Pereire-sud. Cet espace vert est interrompu au débouché de la rue Marie-Georges-Piquart sur le boulevard Pereire.
Au niveau de la rue de Saussure, le boulevard se dédouble en boulevard nord et boulevard sud de part et d’autre de la tranchée ouverte de l'ancienne voie ferrée entre le pont de cette rue et celui de la place Loulou-Gasté.
Un jardin linéaire accessible par deux escaliers, l'un au départ du pont de la rue de Saussure, l'autre au pont de la rue de Tocqueville, a été ouvert en 2019 sur cette partie de la ligne. Cet espace de promenade s'étend du pont de la rue de Saussure jusqu'à une centaine de mètres du raccordement avec la ligne du RER C à l'entrée de la gare de Pereire - Levallois. Une des deux voies inutilisées a été maintenue dans son état d'origine, l'autre recouverte d'un revêtement sablé pour le parcours des promeneurs. Cette promenade passe sous le pont de la place de Wagram bordé de parapets en pierre en harmonie avec l’environnement monumental de ce rond-point.
Après cette place, la ligne s'incurve encore pour prendre une orientation vers le sud-ouest, qu'elle conservera globalement jusqu'à son terminus.

Entre la gare de Pont-Cardinet et la place Loulou-Gasté
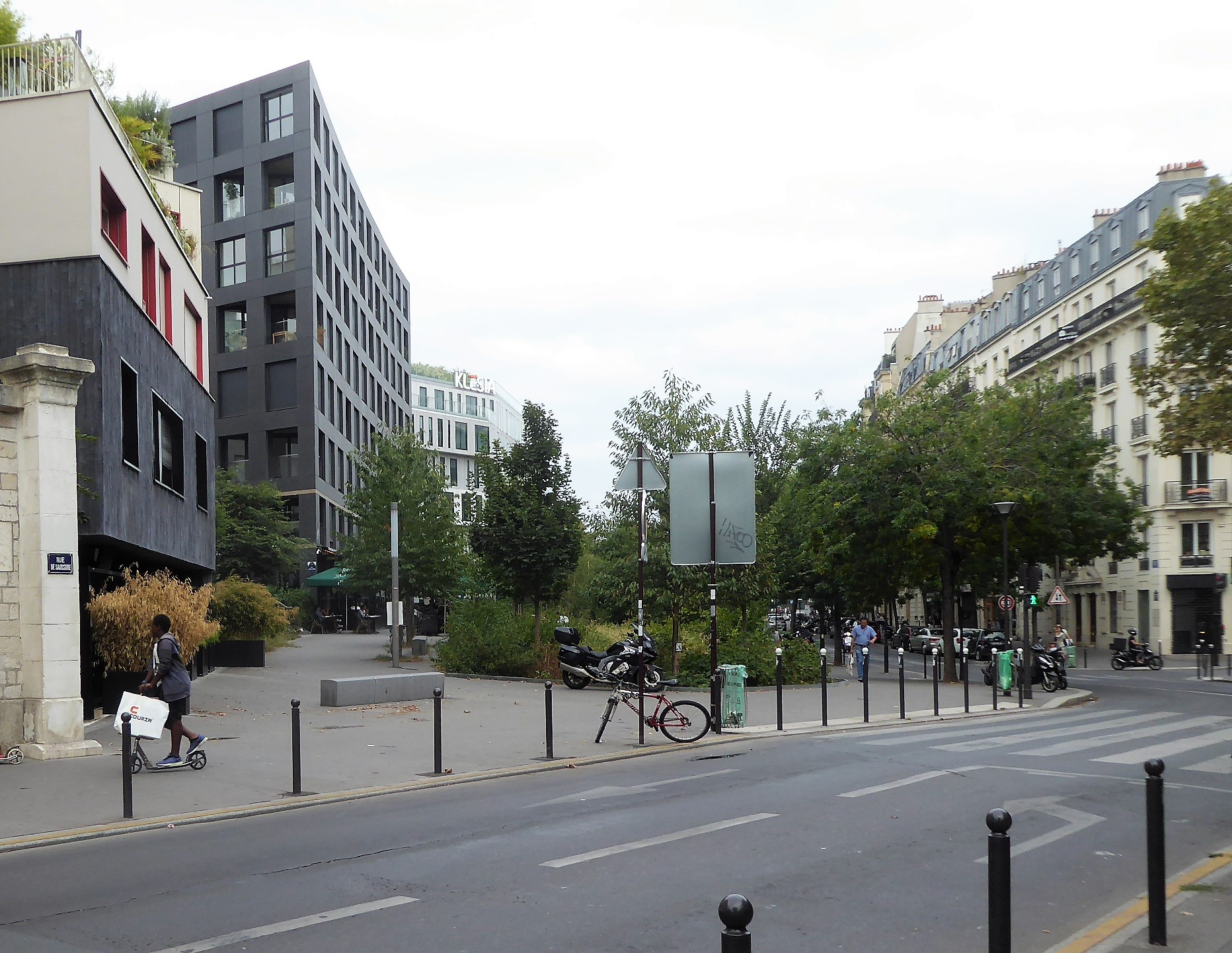
Rue Severiano-de-Heredia (espace vert) sur la tranchée recouverte vue de la rue de Saussure. La chaussée du boulevard Pereire-nord est à droite de l'espace vert.
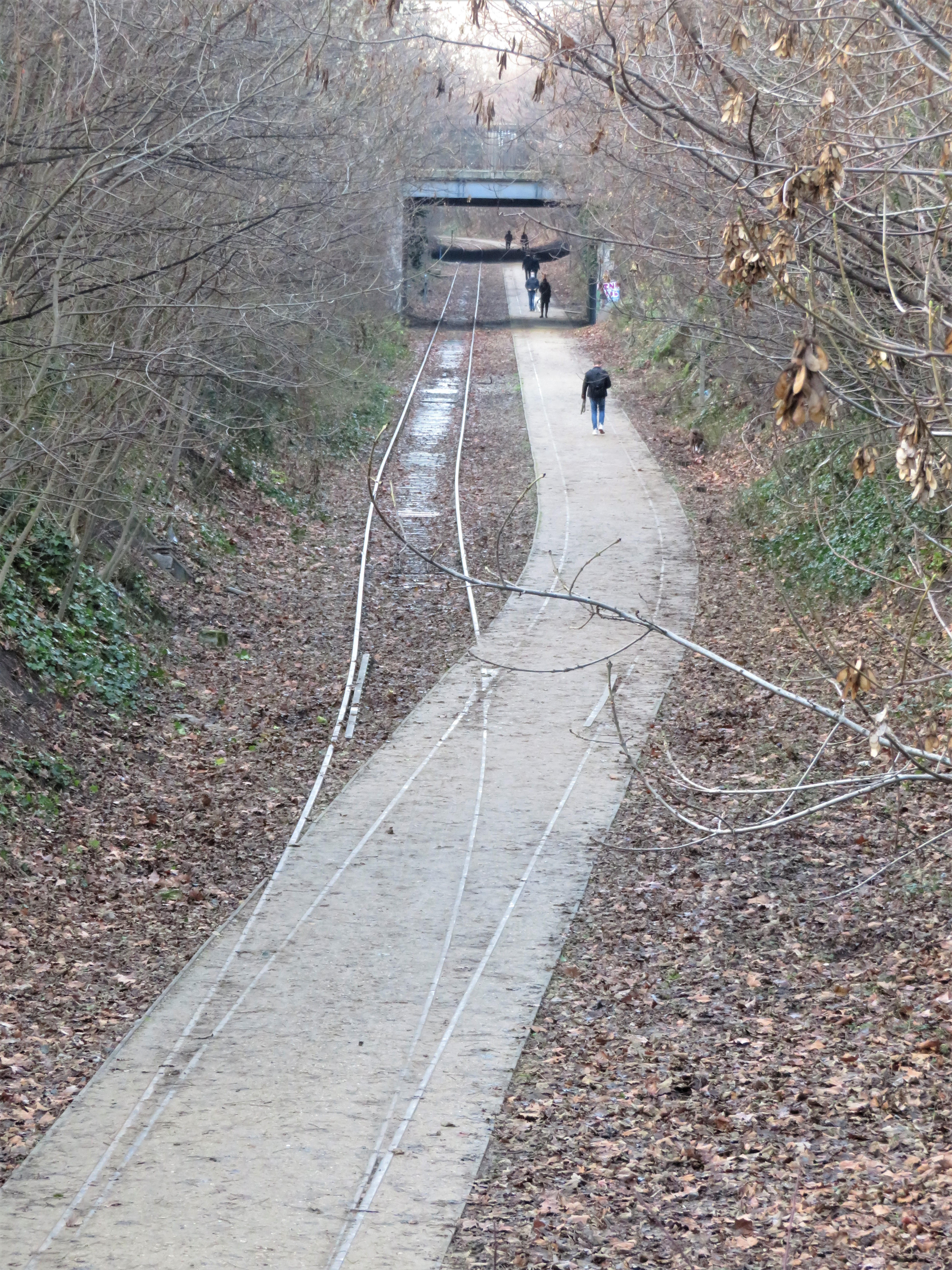
Vue de la rue de Saussure vers la rue de Tocqueville, avec le chemin créé entre lez rails .
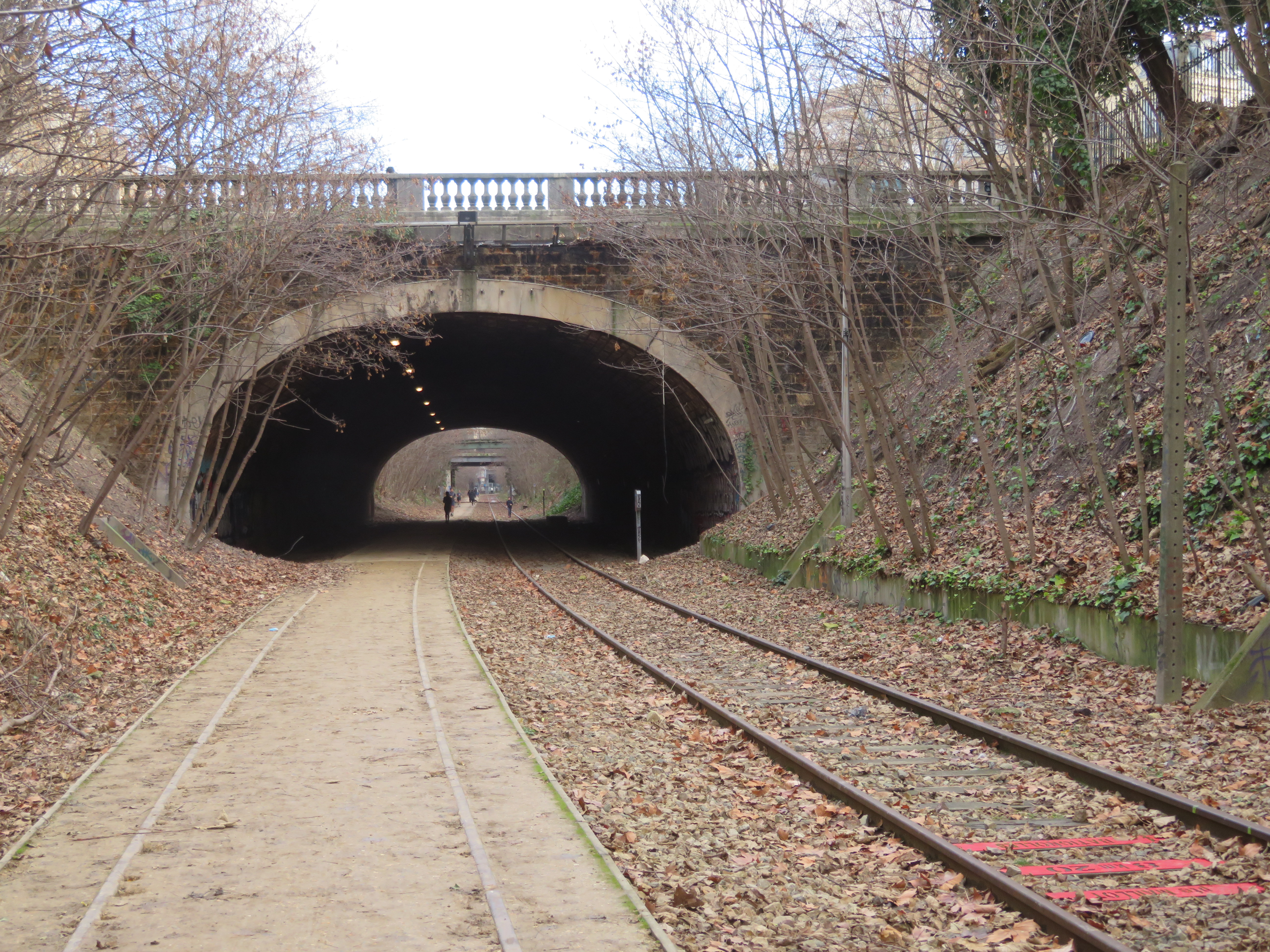
Vue du jardin vers le pont de la place de Wagram. Pont de la rue de Tocqueville en arrière-plan.

### De la place Loulou-Gasté à la gare de Pereire - Levallois
La jonction avec le raccordement de Courcelles de l'ancienne ligne de Petite Ceinture, devenue l'une des branches du RER C est situé sous le pont de la place Loulou-Gasté (carrefour des  rues Philibert-Delorme et Verniquet, Alfred-Roll et Alphonse-de-Neuville).
La gare de Courcelles-Ceinture était située sous les immeubles édifiés en 1955 entre les rues Philibert-Delorme et Verniquet. Cette gare était l'une des plus importantes de la Petite ceinture, ayant exercé la fonction de tête de ligne après la suppression du terminus à Paris-Saint-Lazare en 1922.
Les installations de la gare avaient été limitées à une seule voie lors de la construction de cet ensemble immobilier jusqu'au rétablissement d'une deuxième voie pour à la fin des années 1980 lors de la réalisation de la branche nord-ouest du RER C.
Au sud de la place Loulou-Gasté, la tranchée de l’ancienne ligne, qui comportait depuis 1900 quatre voies jusqu’à l'embranchement du raccordement de Boulainvilliers au sud de la gare de l'avenue Henri-Martin, a été recouverte lors de la création de la ligne du RER C.
L'extrémité nord-est, avec un accès secondaire, de la gare de Pereire - Levallois est située à proximité de ce carrefour. L’entrée principale de cette gare dont le bâtiment date de l’ouverture de la ligne donne sur le côté sud-ouest de la place du Maréchal-Juin.
Une crèche et des terrains de tennis ont été implantés sur la couverture de la tranchée entre la place Loulou-Gasté et la gare de Pereire - Levallois.

Entre la place Loulou-Gasté et la gare de Pereire - Levallois
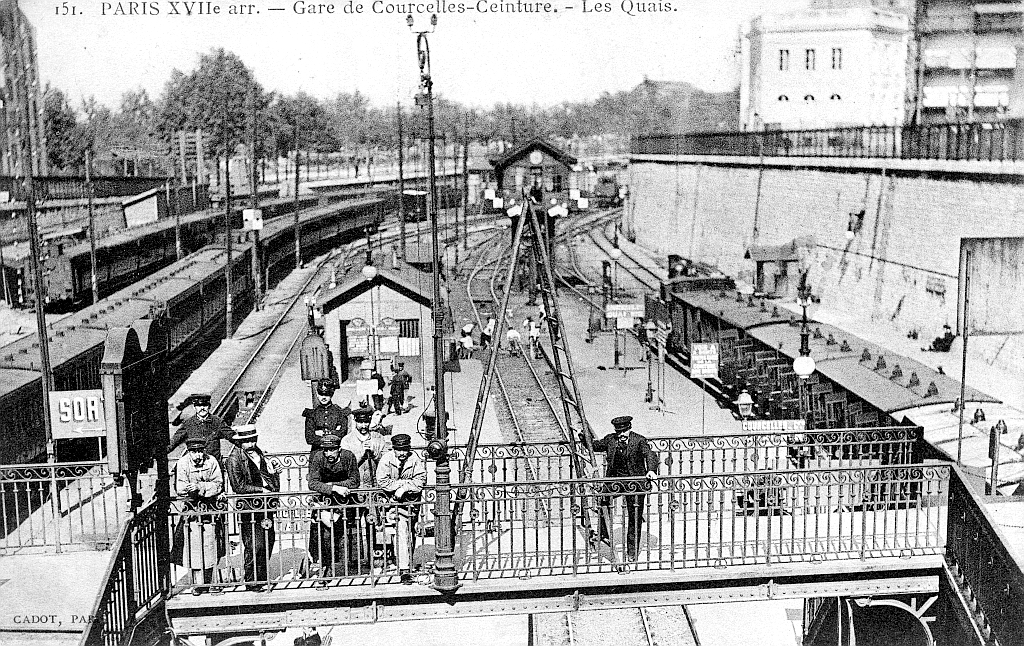
Gare de Courcelles-Ceinture en 1905 entre la rue Philibert-Delorme à droite et la rue Verniquet à gauche.
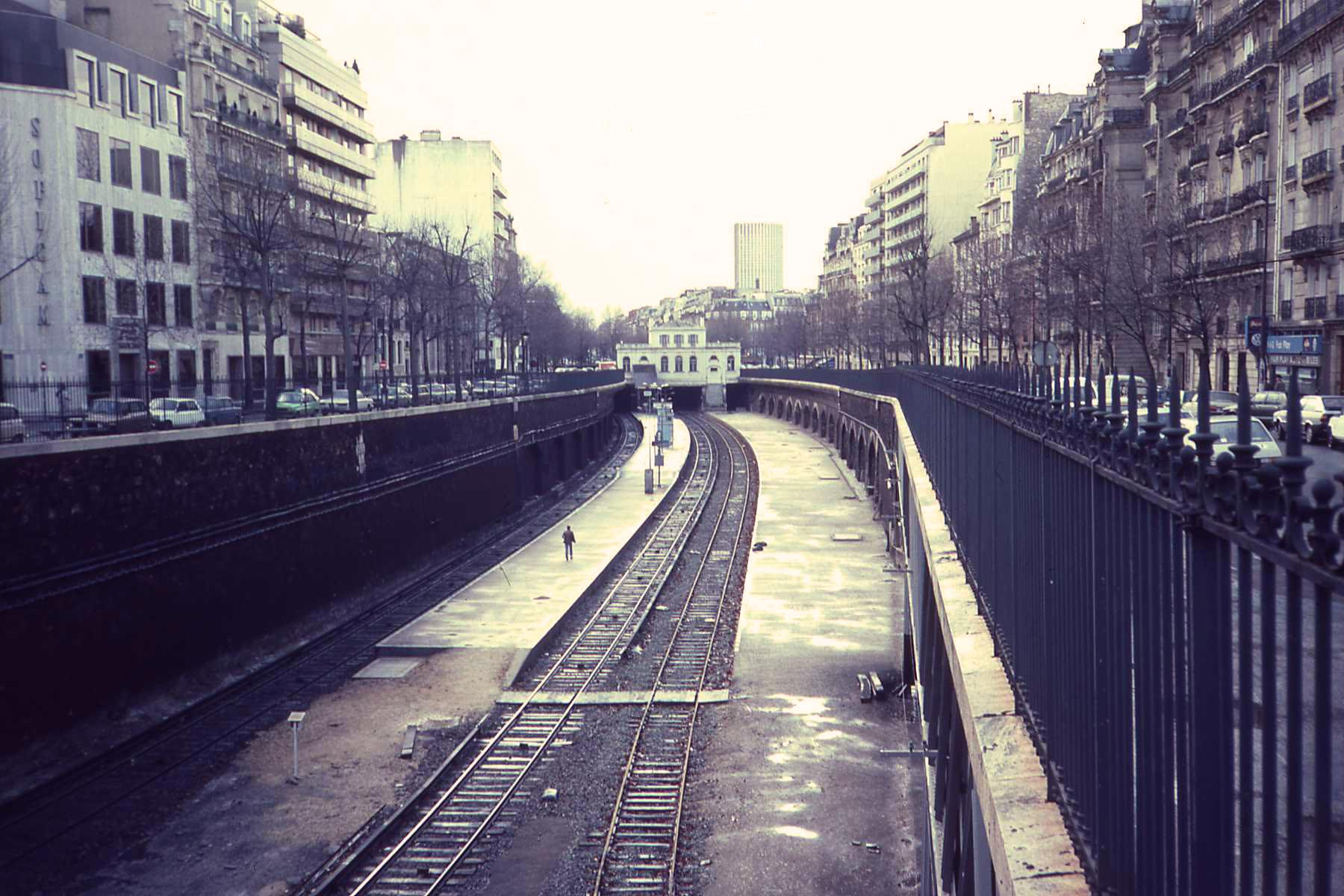
Gare de Pereire - Levallois en 1984. La voie de droite non électrifiée provient du raccordement de Courcelles.
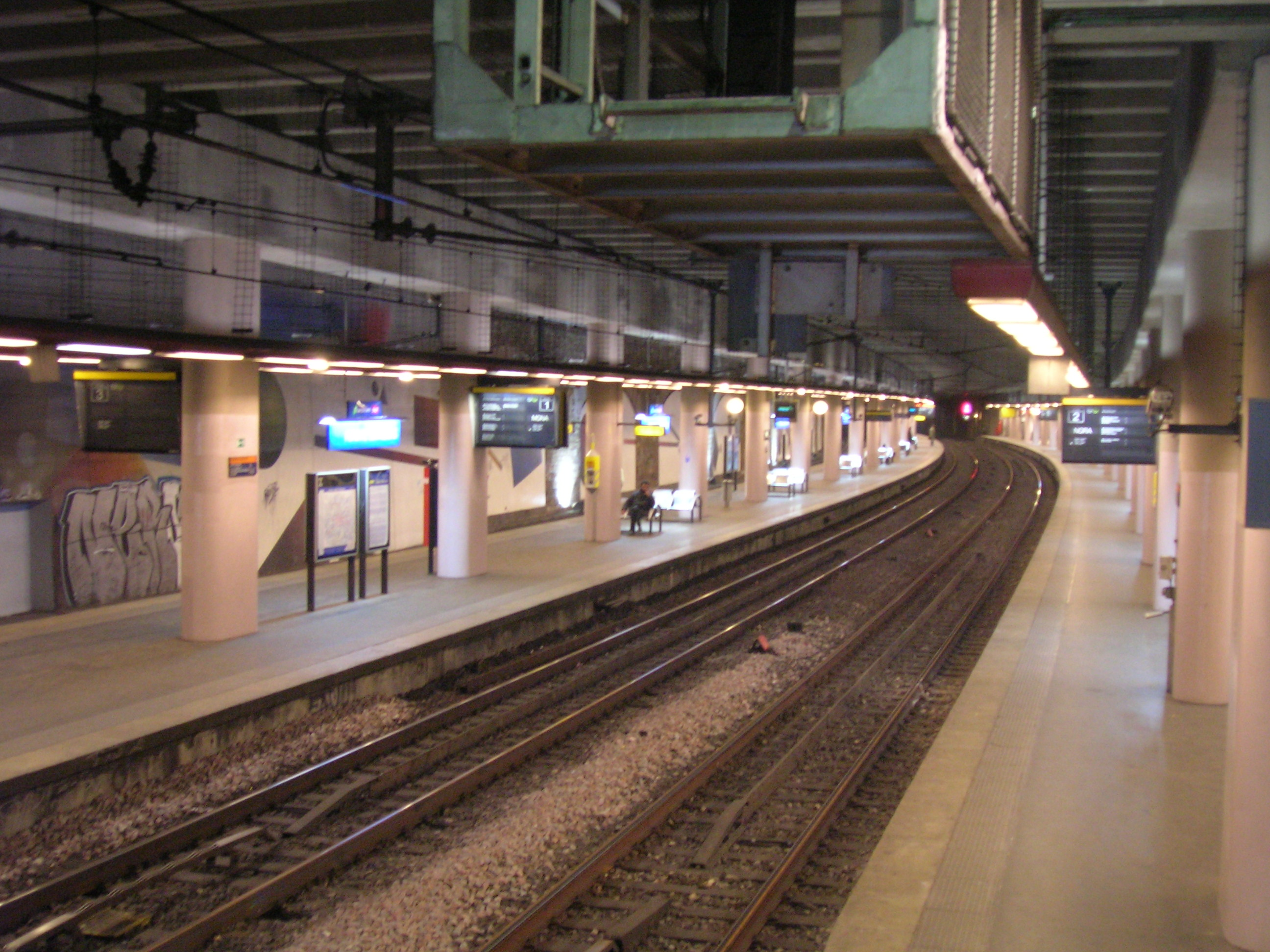
Gare RER de Pereire - Levallois.
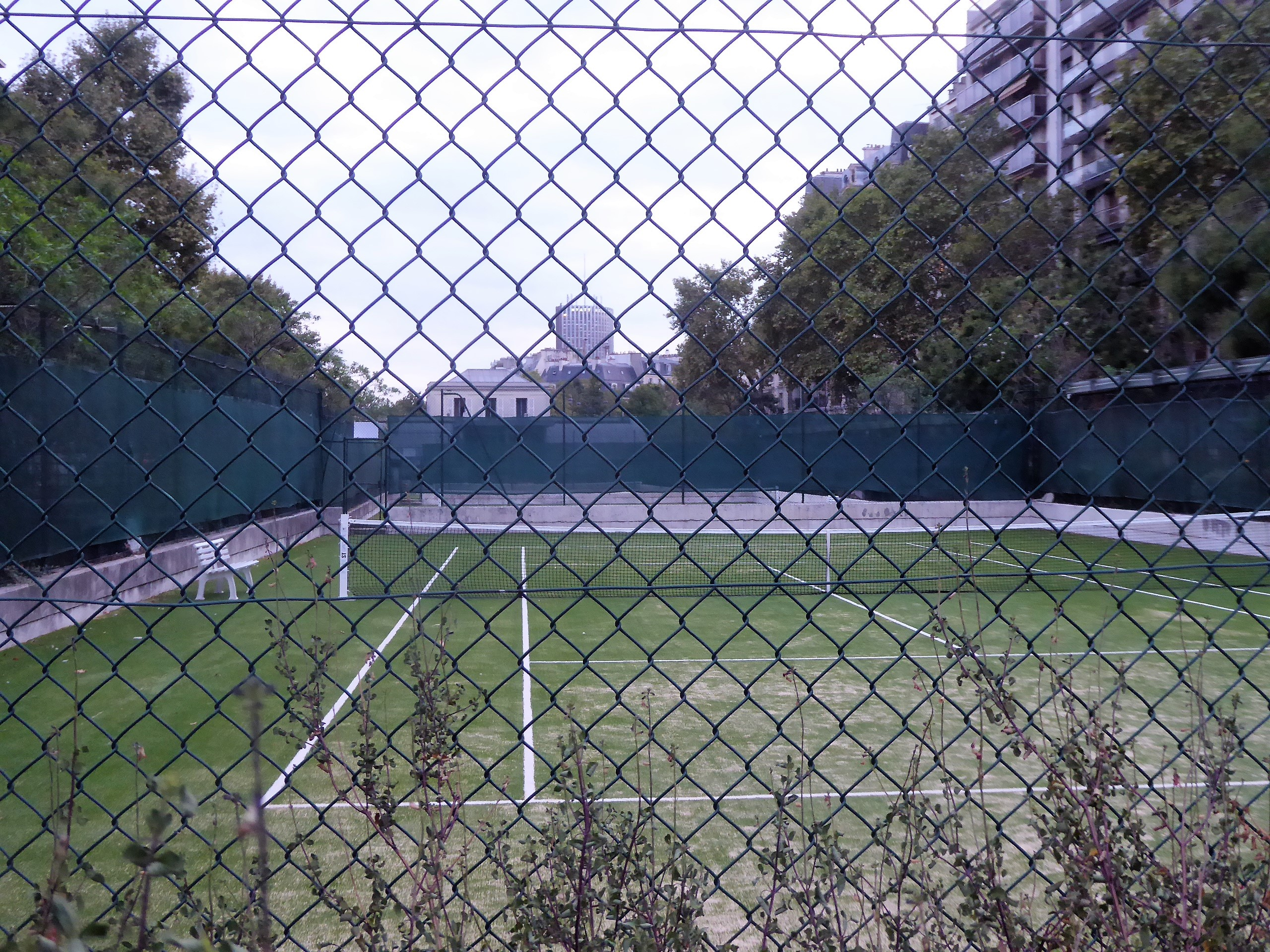
Tennis sur la couverture de la gare de Pereire - Levallois. Au fond le bâtiment de la gare.

### De la gare Pereire - Levallois à la gare de Neuilly - Porte Maillot
La ligne du RER C construite dans les années 1980 ne comportant que deux voies au lieu de quatre, l’espace ferroviaire inutilisé a été reconverti en parc de stationnement souterrain. En surface, un espace vert, la promenade Pereire, a été aménagé en 1989 sur la couverture de l’ensemble, de la place du Maréchal-Juin jusqu'à l'avenue des Ternes. Au sud de l'avenue des Ternes jusqu'à la gare de Neuilly - Porte Maillot, un parking est installé sur la couverture de la tranchée.

Entre les gares de Pereire - Levallois et de Neuilly - Porte-Maillot
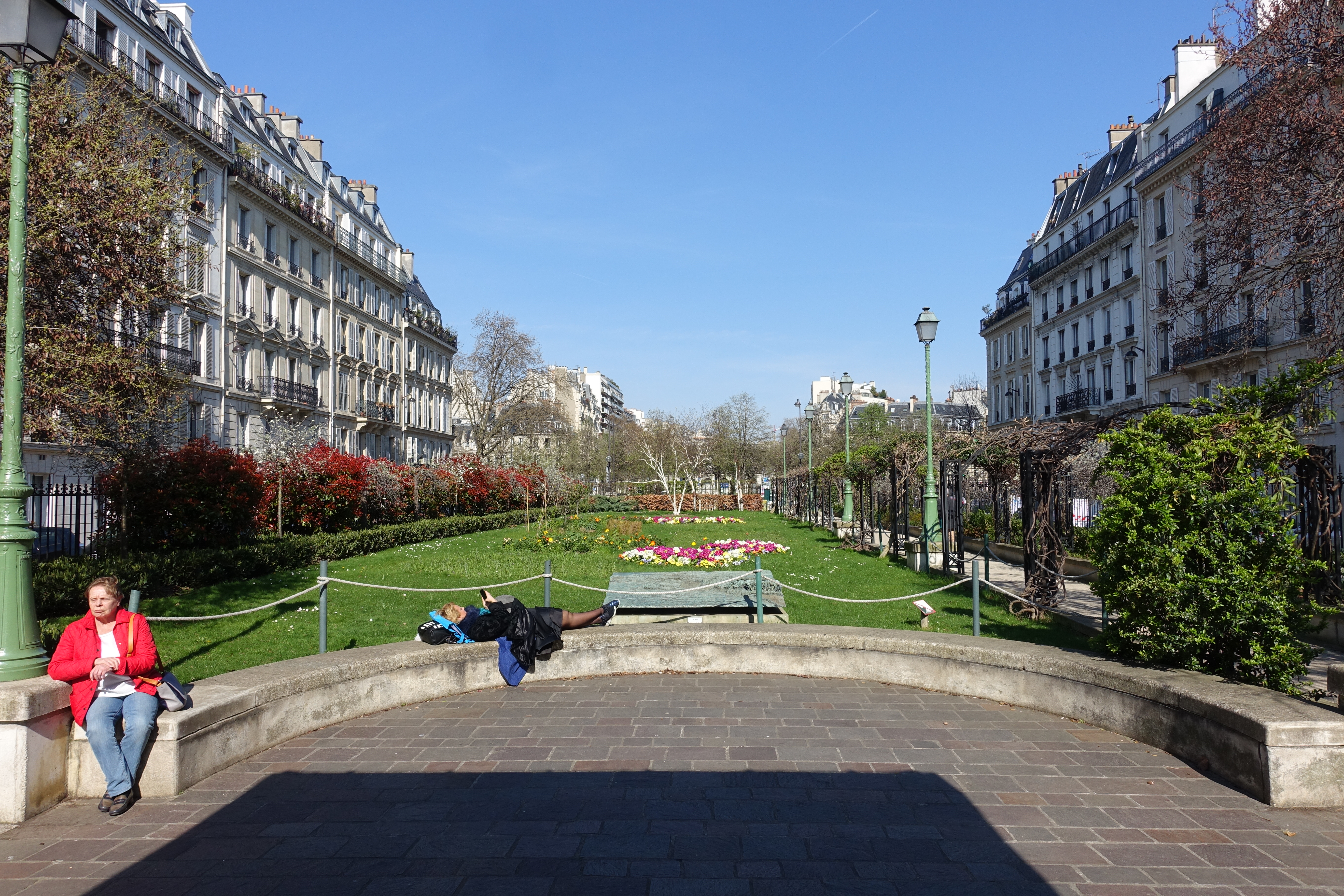
Promenade Pereire.
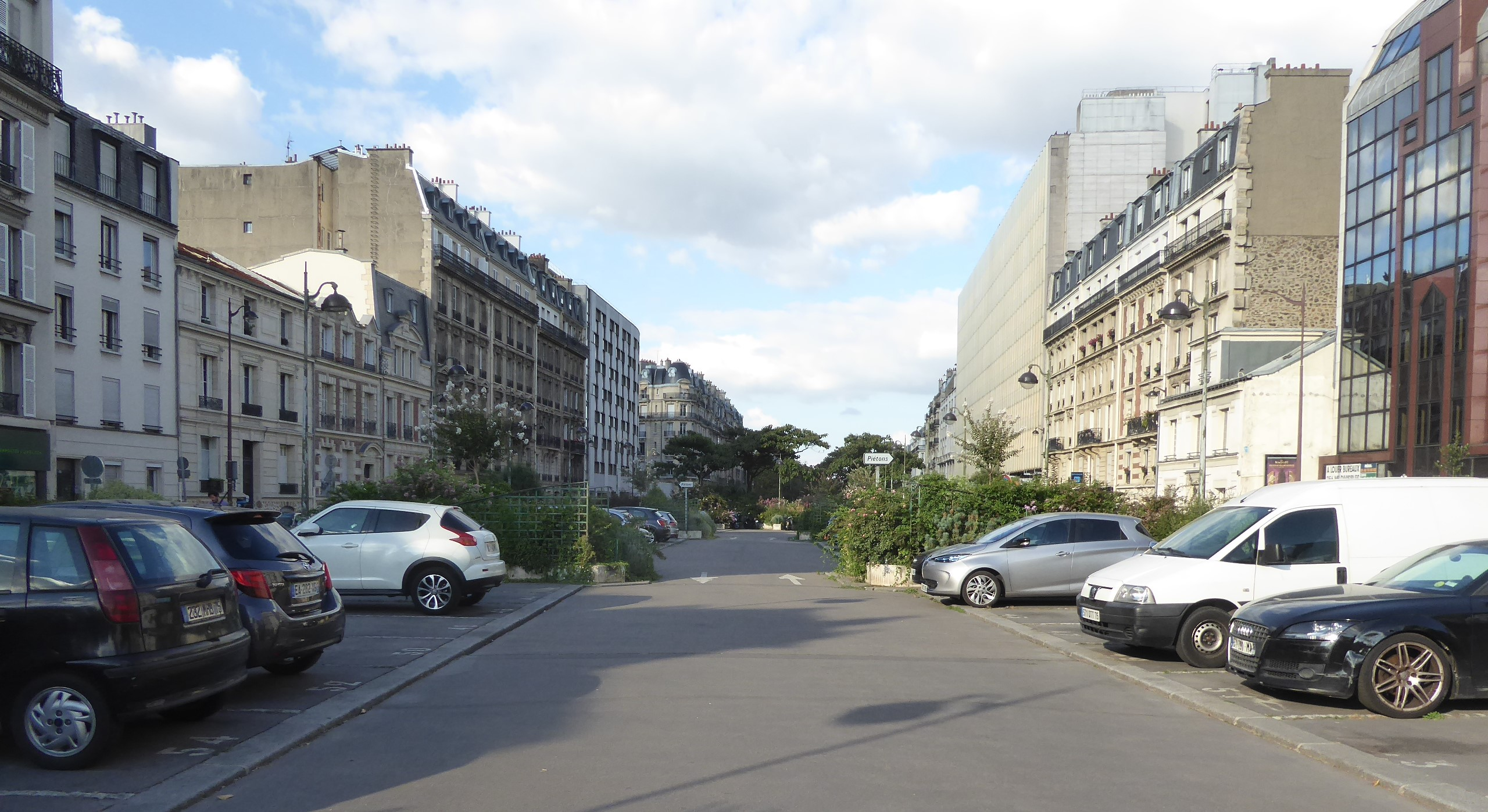
Parking entre l'avenue des Ternes et la porte Maillot. Vue vers le nord.
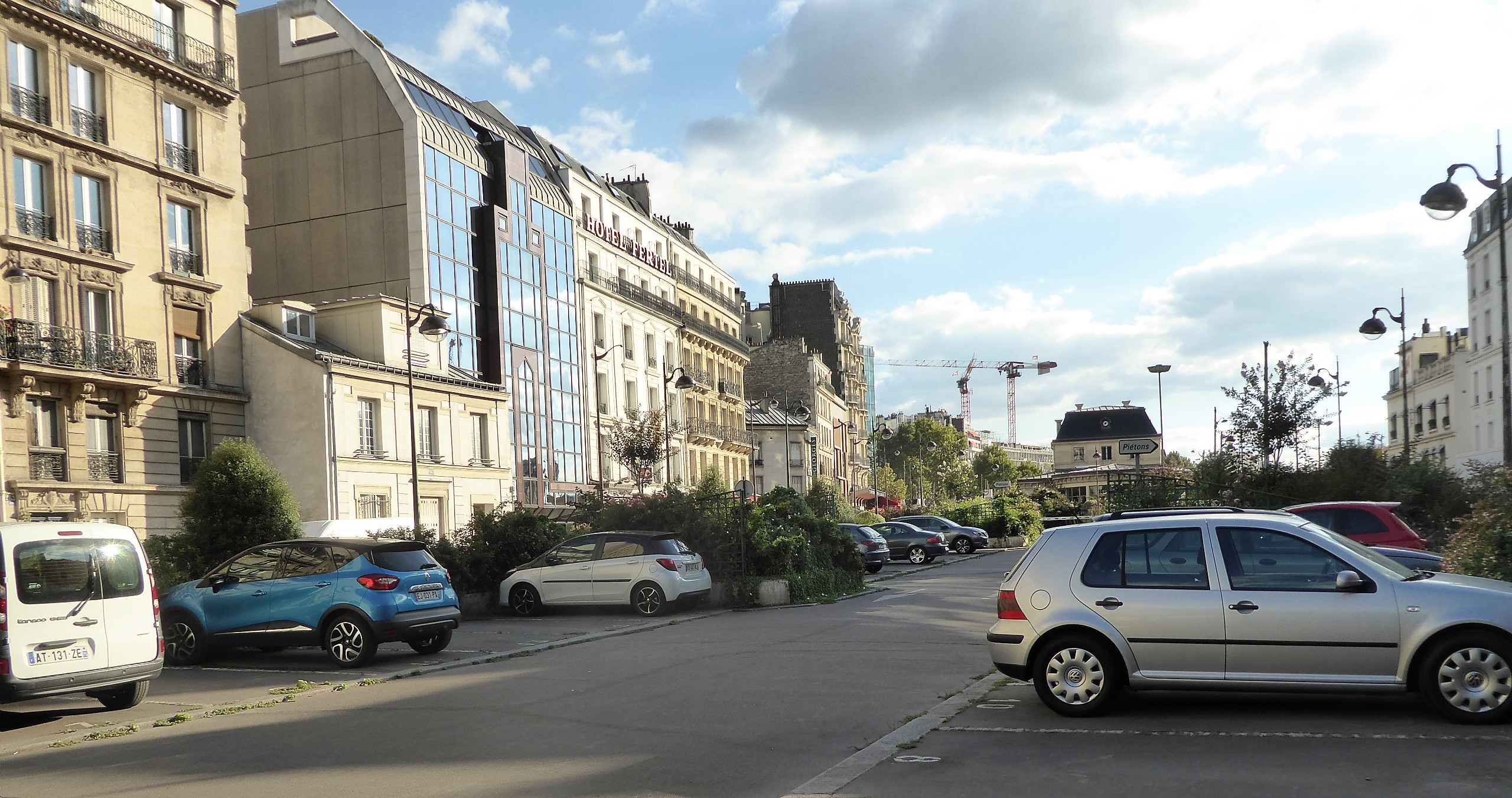
Parc de stationnement. Vue vers la gare au fond.

### De la gare de Neuilly - Porte Maillot à la gare de l'avenue Foch
Une autre gare dénommée aujourd'hui Neuilly – Porte Maillot est située le long du Palais des Congrès.
La tranchée est ensuite recouverte, depuis 1933, jusqu'à la gare de l'avenue Foch. Jusqu'à la rue Lalo, la ligne du RER passe sous le trottoir sud-est du boulevard de l'Amiral-Bruix où la grille au bord de la tranchée est restée en place par endroits. Au sud de la rue Lalo, les voies sont sous un terrain de tir à l'arc. Encore au-delà, des espaces privatifs à l'arrière des immeubles du square de l'Avenue-Foch surplombent le souterrain ferroviaire.
Au sud de la place du Maréchal-de-Lattre-de-Tassigny (porte Dauphine), la gare anciennement dénommée « gare du Bois de Boulogne » est devenue la « gare de l'avenue Foch ».

Entre la gare de Neuilly - Porte Maillot et la gare de l'avenue Foch
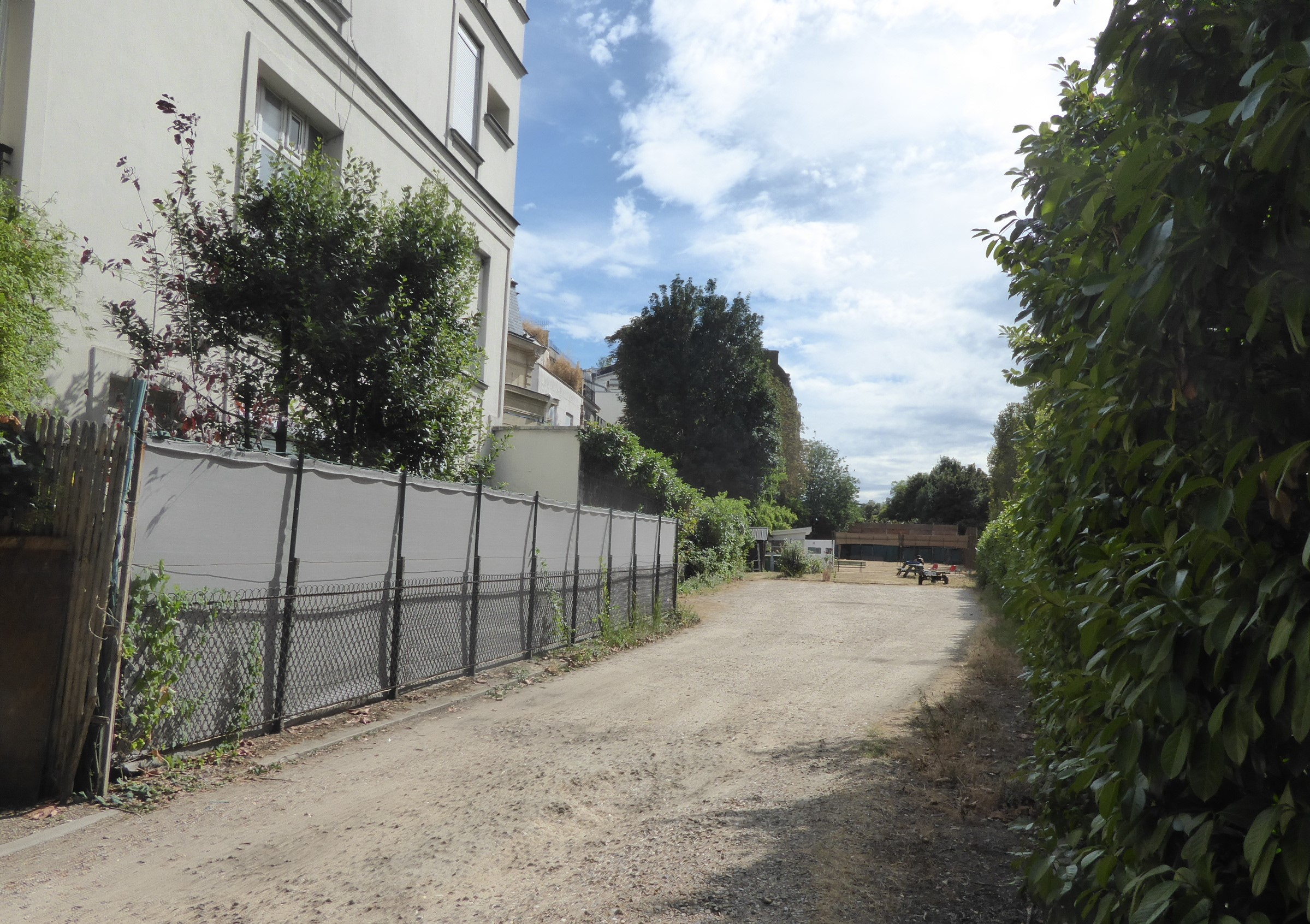
Terrain de tir à l'arc sur la couverture de la ligne en bordure du boulevard de l'Amiral-Bruix.
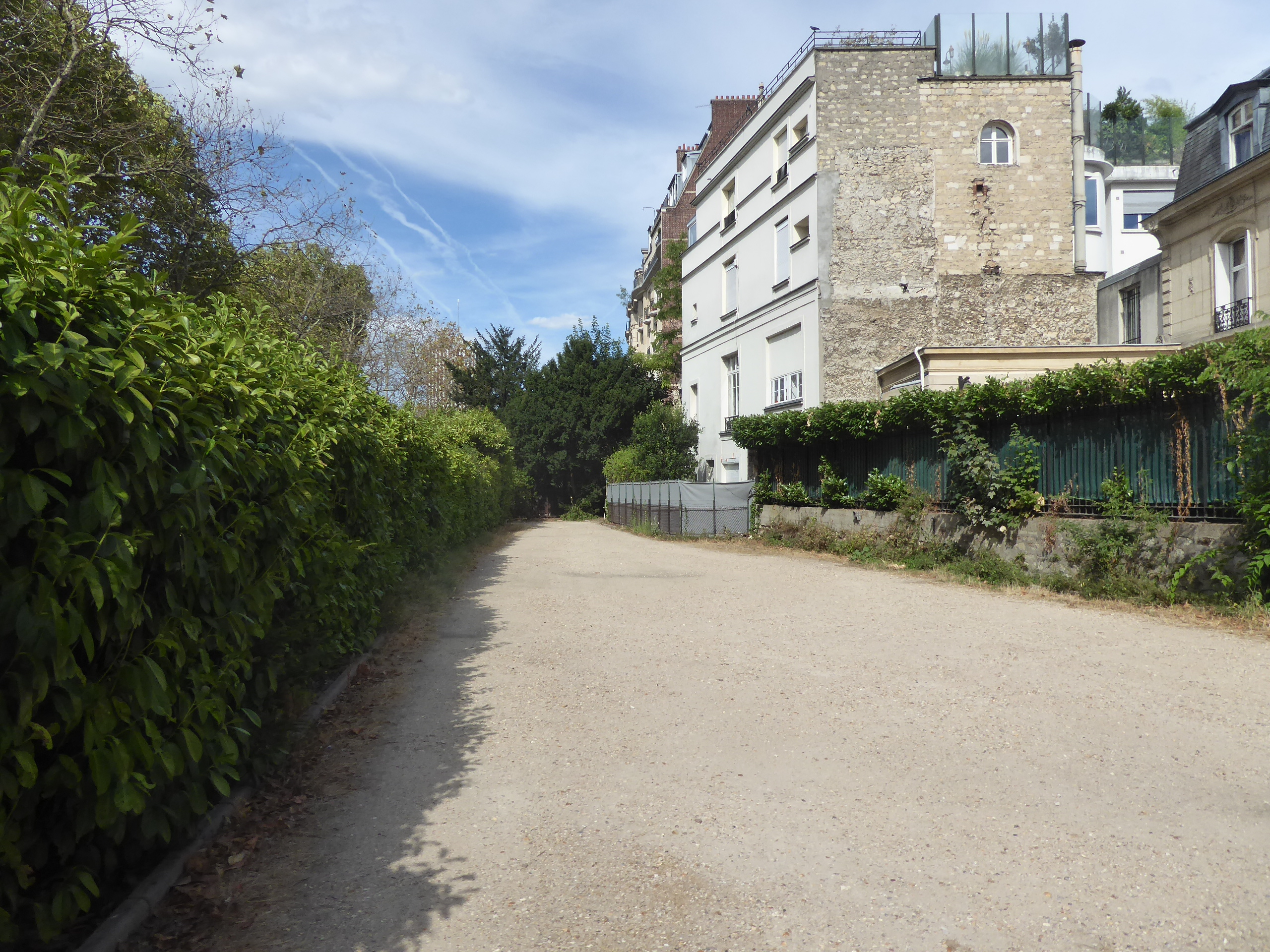
Espace privatif sur la couverture de la ligne en bordure du boulevard de l'Amiral-Bruix.
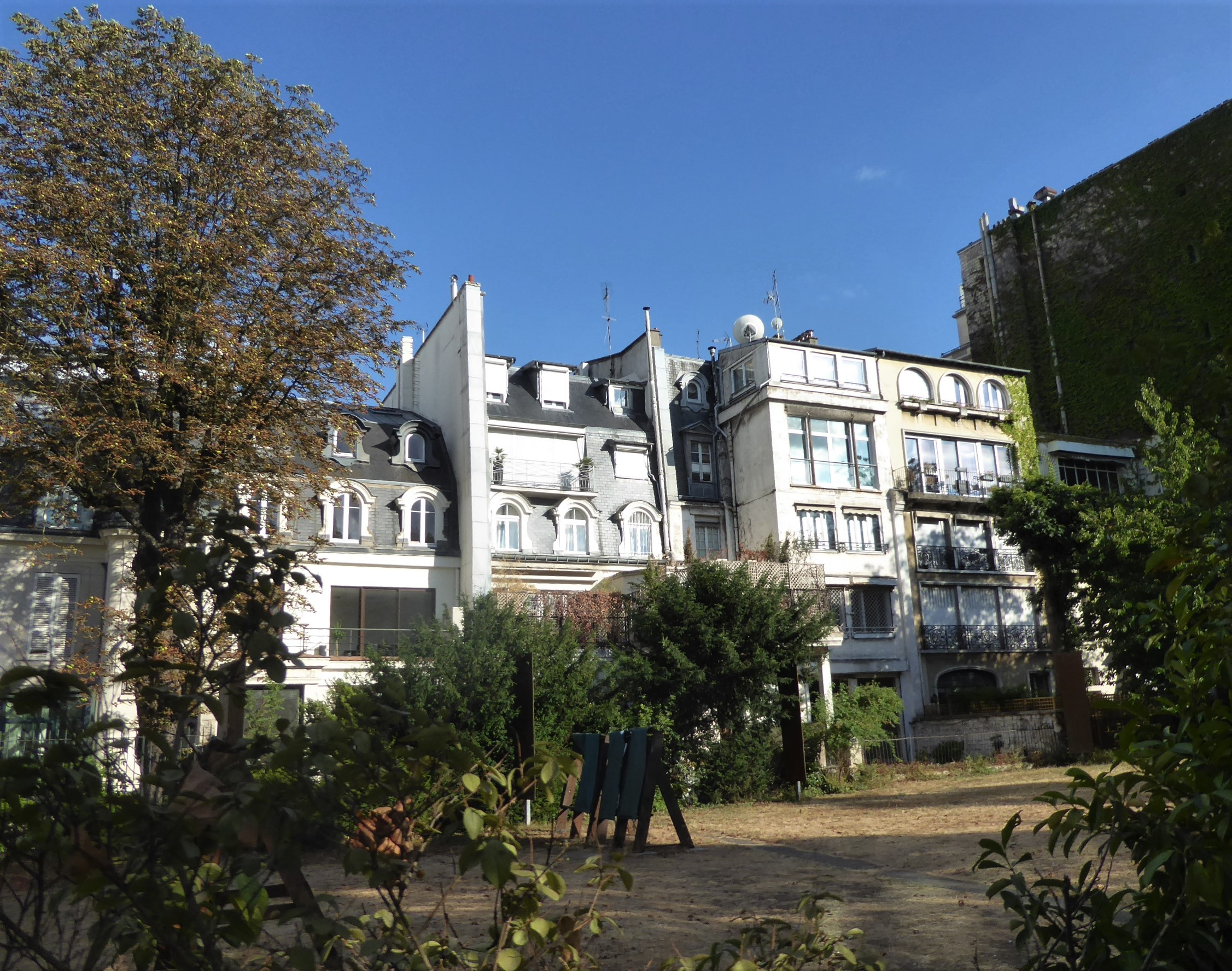
Terrain de tir à l'arc à l'arrière des immeubles du square de l'avenue Foch.

### De la gare de l'avenue Foch à la gare de l'avenue Henri-Martin
Au sud de la gare de l'avenue Foch jusqu'à la rue Dufrenoy, le square Jan-Doornik a été aménagé en 1990 au milieu du boulevard Flandrin sur la couverture du RER C.
De la rue Dufrenoy à l'ancienne gare du Trocadéro, aujourd'hui nommée « Gare de l'avenue Henri-Martin », la couverture de la tranchée du RER C au centre du boulevard Flandrin supporte un parc de stationnement en surface.

Entre la gare de l'avenue Foch et la gare de l'avenue Henri-Martin
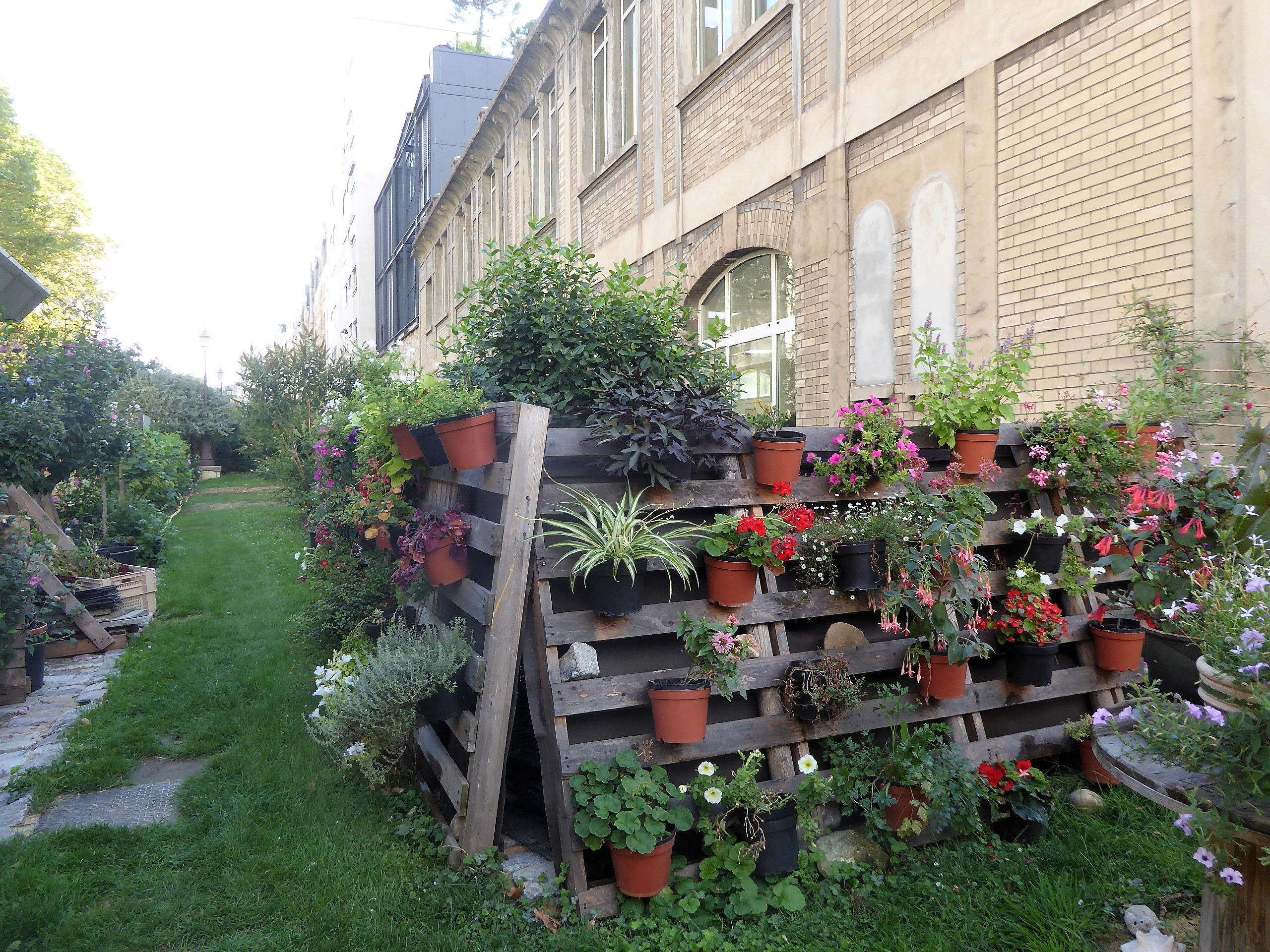
Couverture de la ligne. Vue de la gare de l'avenue Foch vers le sud.
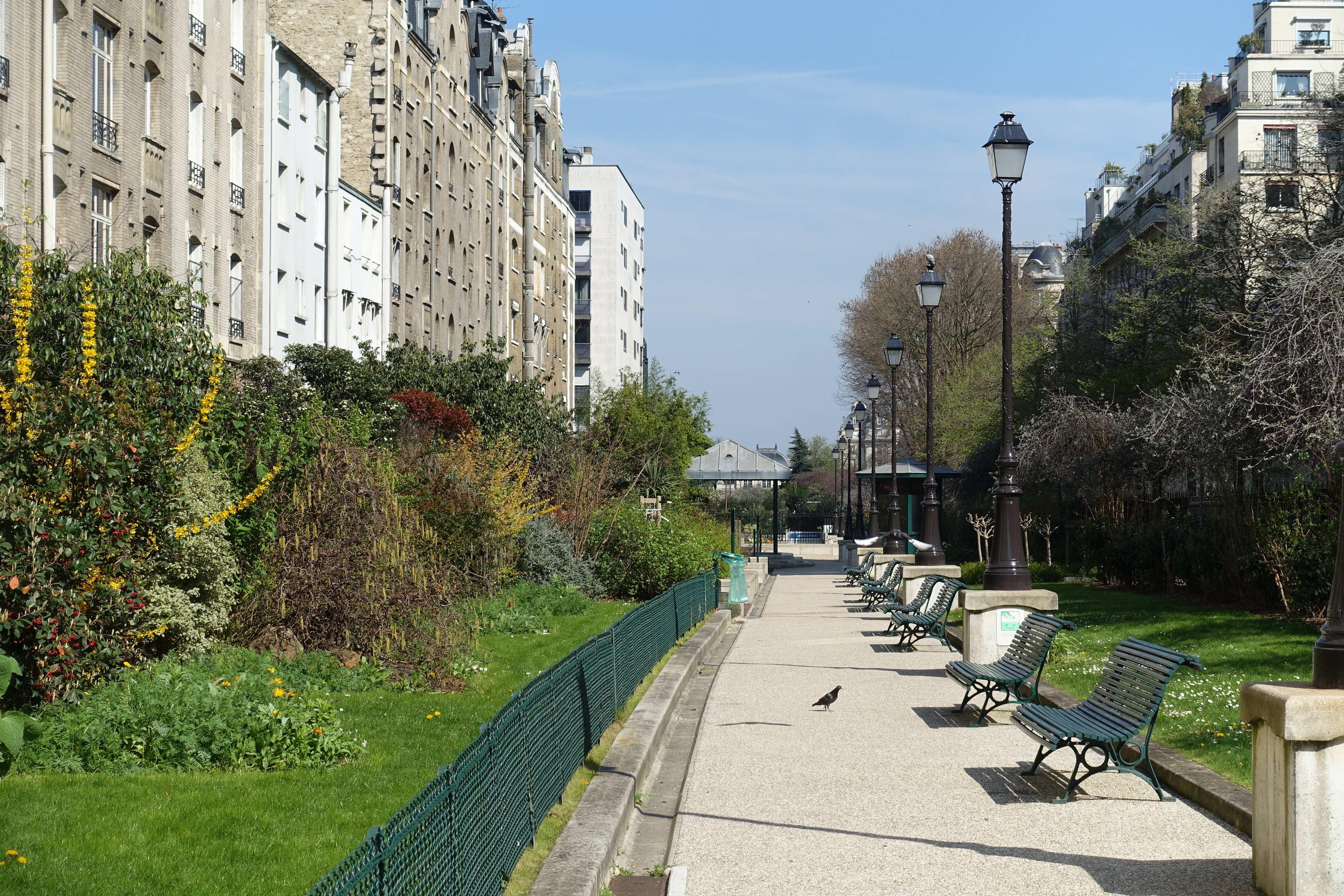
Square Jan Doornik.
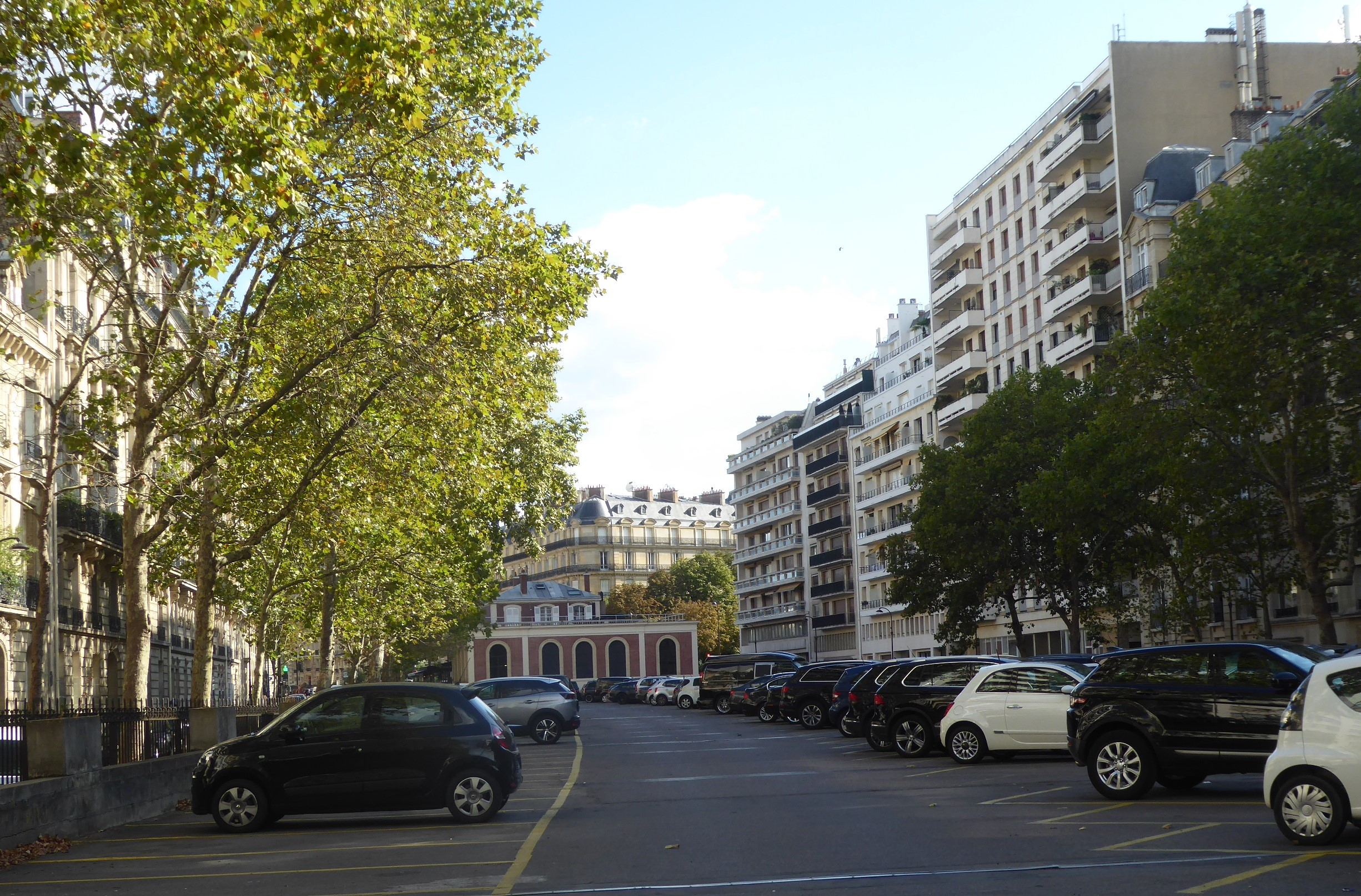
Parking de surface boulevard Flandrin. Vue vers la gare de l'avenue Henri-Martin.

### De la gare de l’avenue Henri-Martin à l’ancienne gare de Passy-la-Muette
Au sud de la gare de l’avenue Henri-Martin jusqu'au pont à la jonction des rues Edmond-About et Édouard Fournier, la ligne est également recouverte par un parc de stationnement en surface.
Au-delà de l’embranchement de Boulainvilliers, actuellement partie du RER C, qui se séparait de la ligne d’Auteuil sous le pont entre les rues Édouard-Fournier et Edmond-About, la ligne en direction de la porte d’Auteuil n'est plus en service depuis 1985. Le tronçon au milieu du boulevard Émile-Augier entre le pont des rues Edmond-About-Édouard-Fournier et celui au débouché de la rue Octave-Feuillet est une friche dans la tranchée ouverte.
Au sud de ce dernier pont, la tranchée le long du boulevard Émile-Augier avait été recouverte dès l'ouverture de ce boulevard en 1893.
La ligne désaffectée passe ensuite sous la chaussée de la Muette et sous l’ancienne gare de Passy-la-Muette.
Cette portion ne continue pas en ligne droite vers le sud de l'arrondissement mais effectue une boucle par l'est, certainement pour éviter de toucher, côté ouest, au château de la Muette, qui jouxtait alors les fortifications.

Entre la gare de l'avenue Henri-Martin et l’ancienne gare de Passy-la-Muette
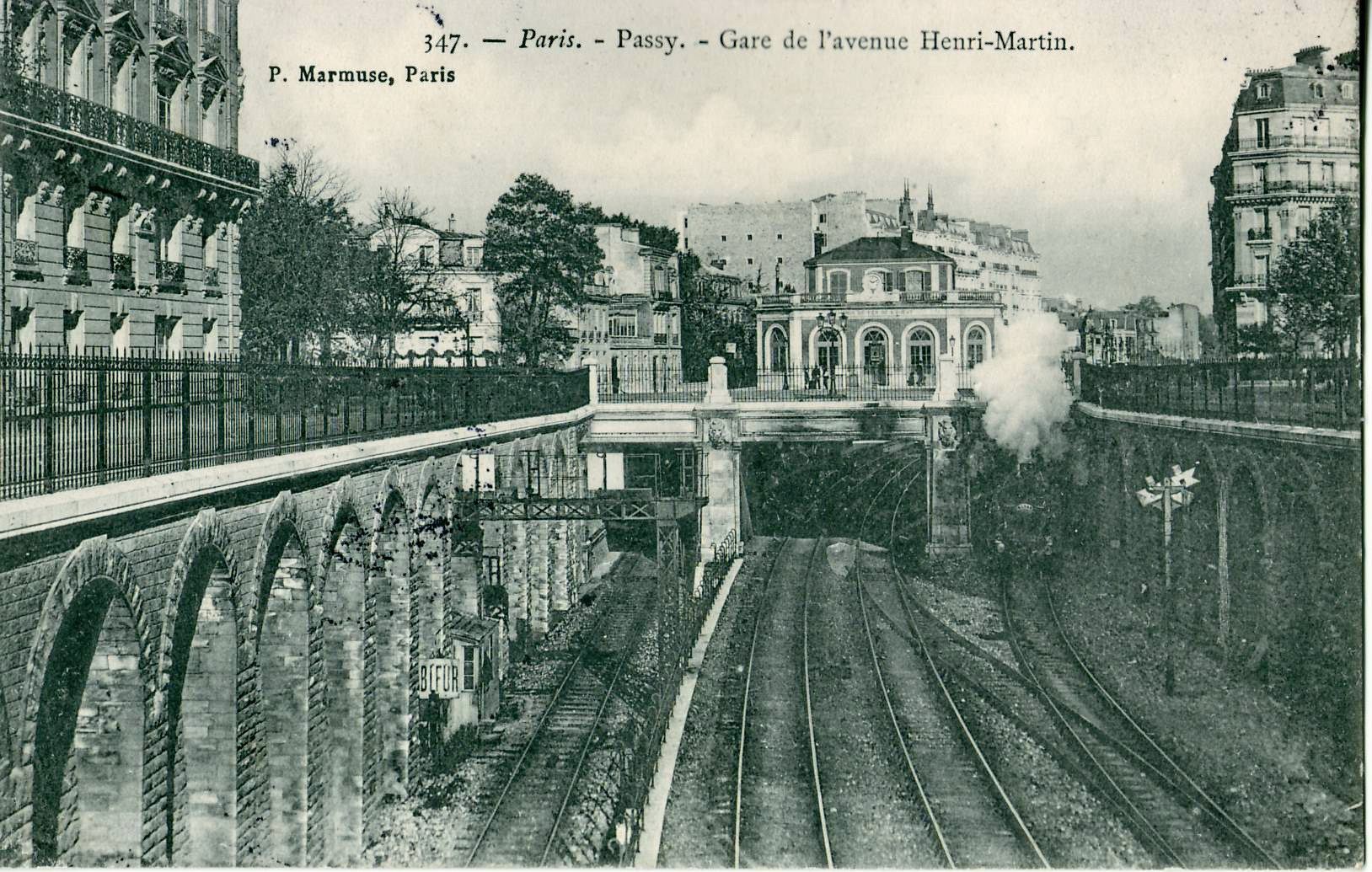
Vue en 1904. Voies actuellement recouvertes en parking.
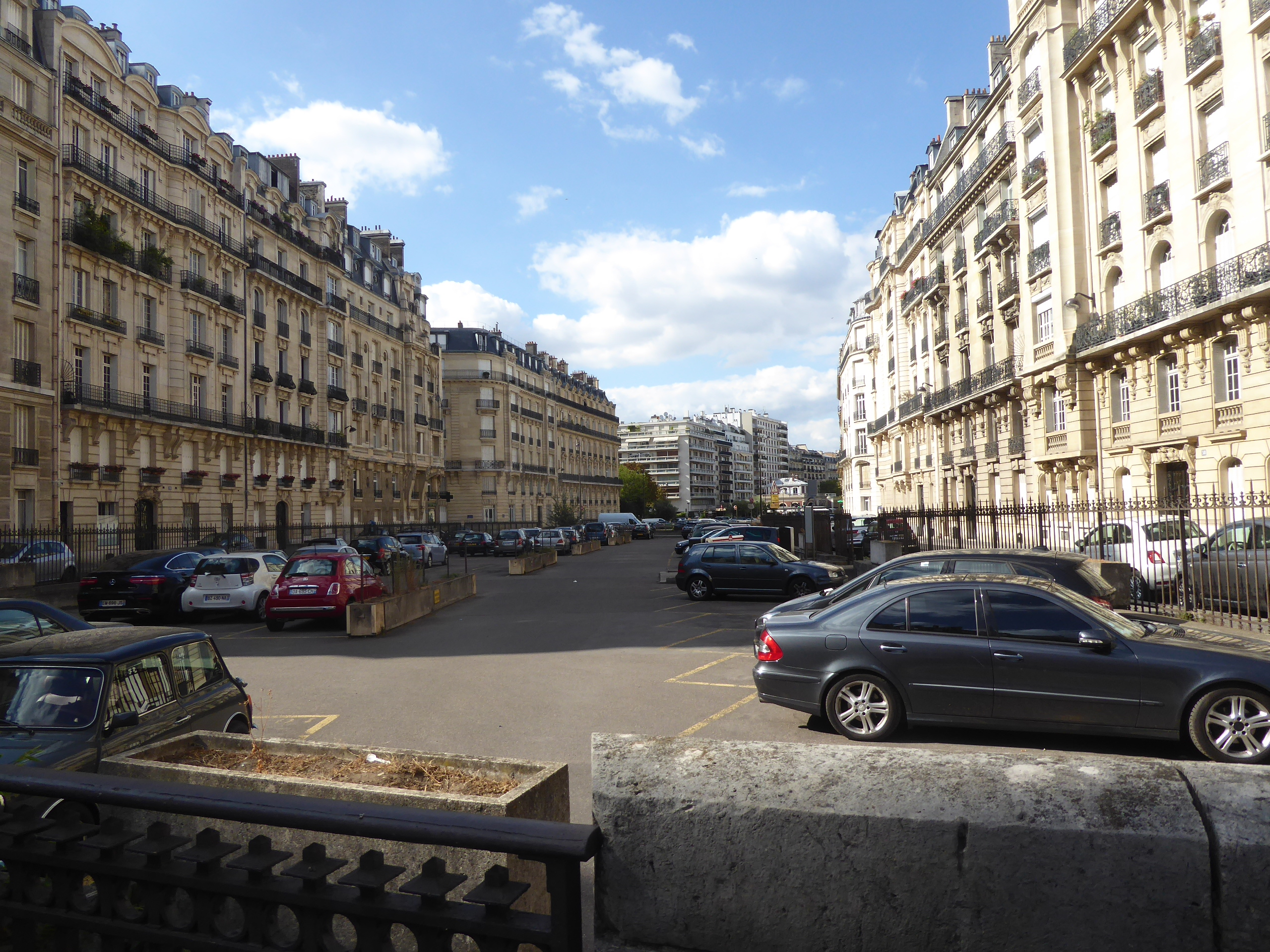
De la rue Edmond-About à la gare de l'avenue Henri-Martin : parking.
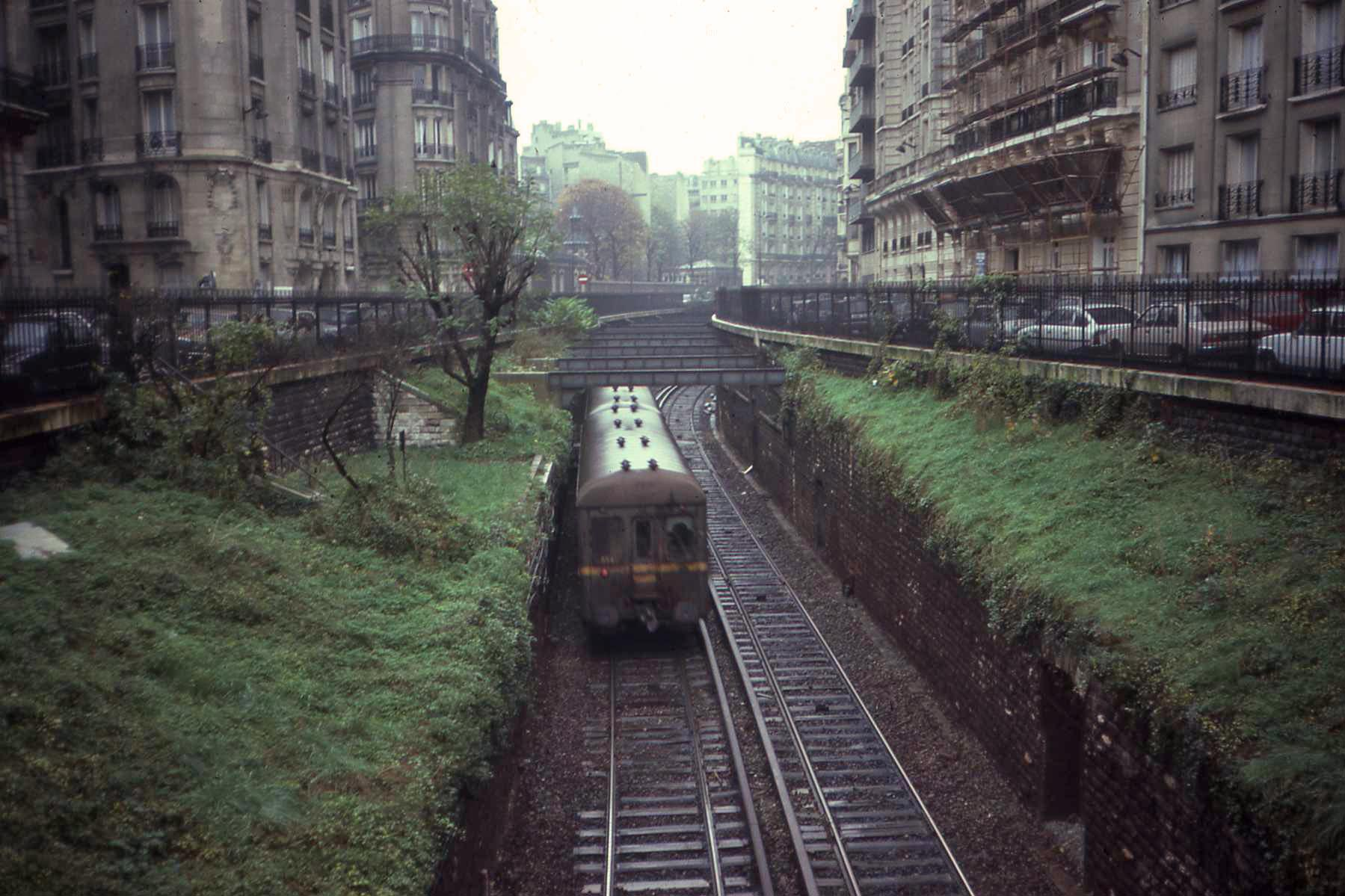
Une rame en 1984 : angle du boulevard Émile-Augier et de la rue Jean-Richepin à gauche.
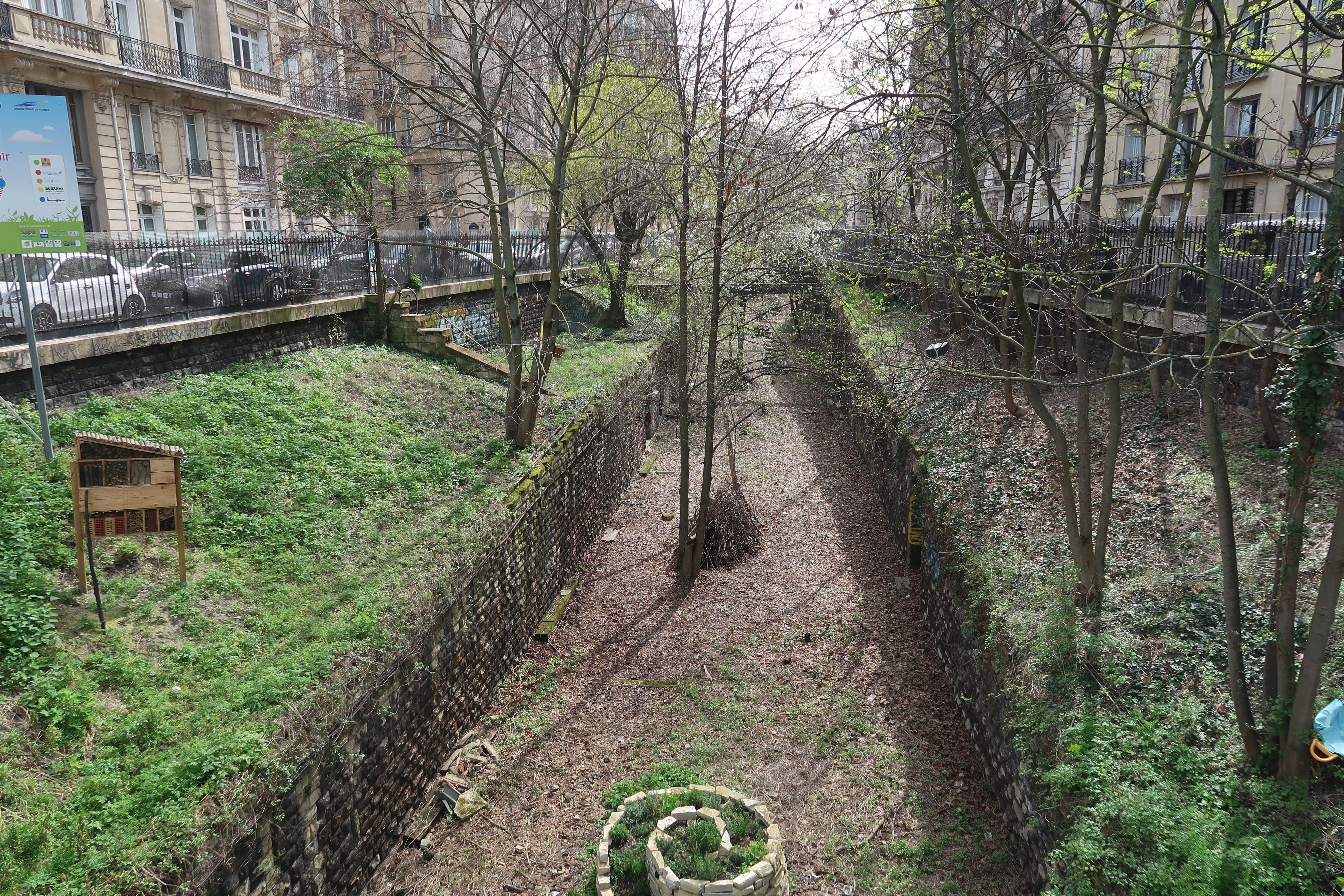
Tranchée ouverte entre les rues Octave-Feuillet et Edmond-About.
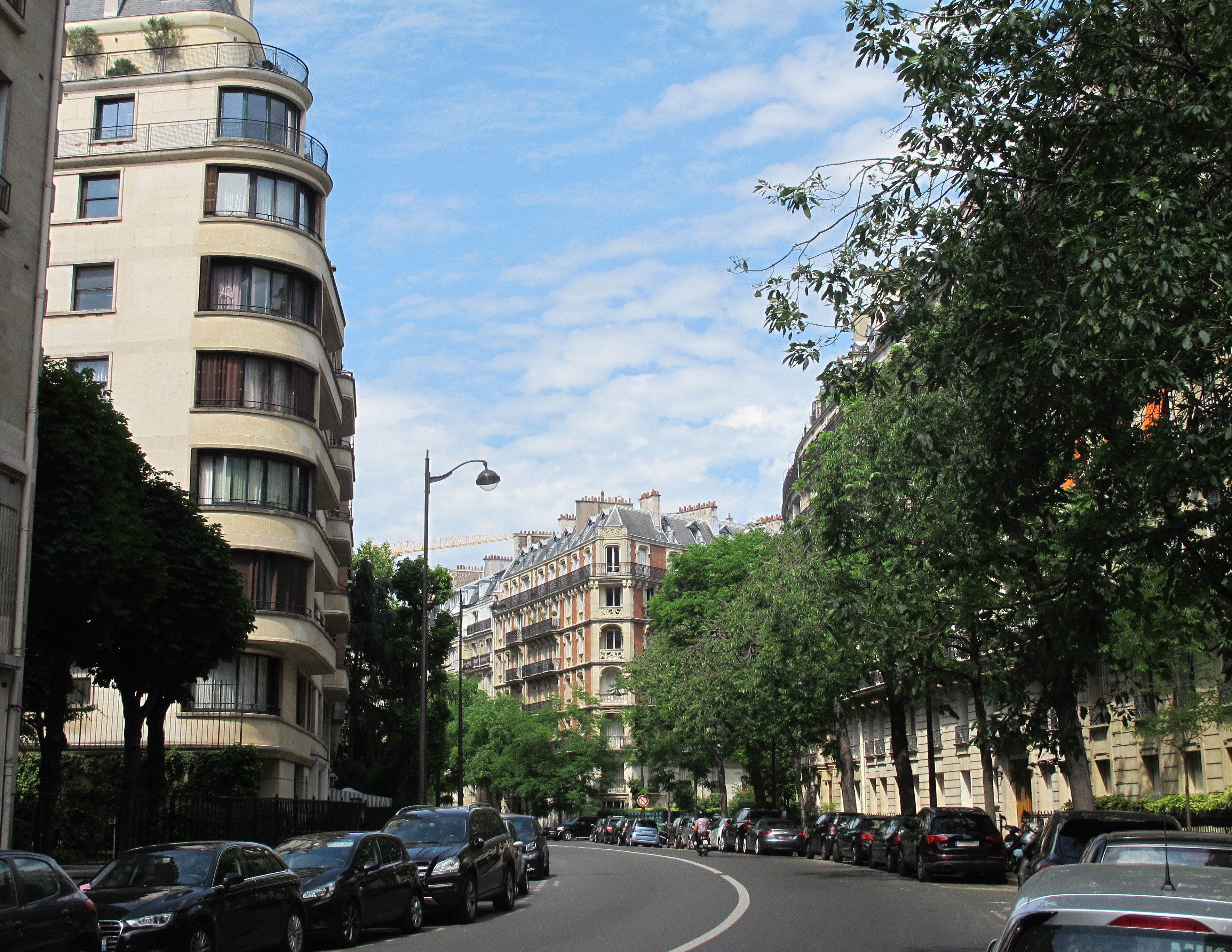
Boulevard Émile-Augier : la ligne désaffectée est souterraine.

### De l’ancienne gare de Passy-la-Muette à l'ancienne gare d’Auteuil
Au sud de l'ancienne gare de Passy-la-Muette après un court tronçon fermé au public, la ligne déferrée est ouverte aux piétons depuis 2007 à partir d'une entrée dans le jardin du Ranelagh sous forme de parc, la Petite Ceinture du 16e, jusqu'à son terminus d'Auteuil-Boulogne, à proximité de la Porte d'Auteuil.

Entre les anciennes gares de Passy-la-Muette et d’Auteuil-Boulogne
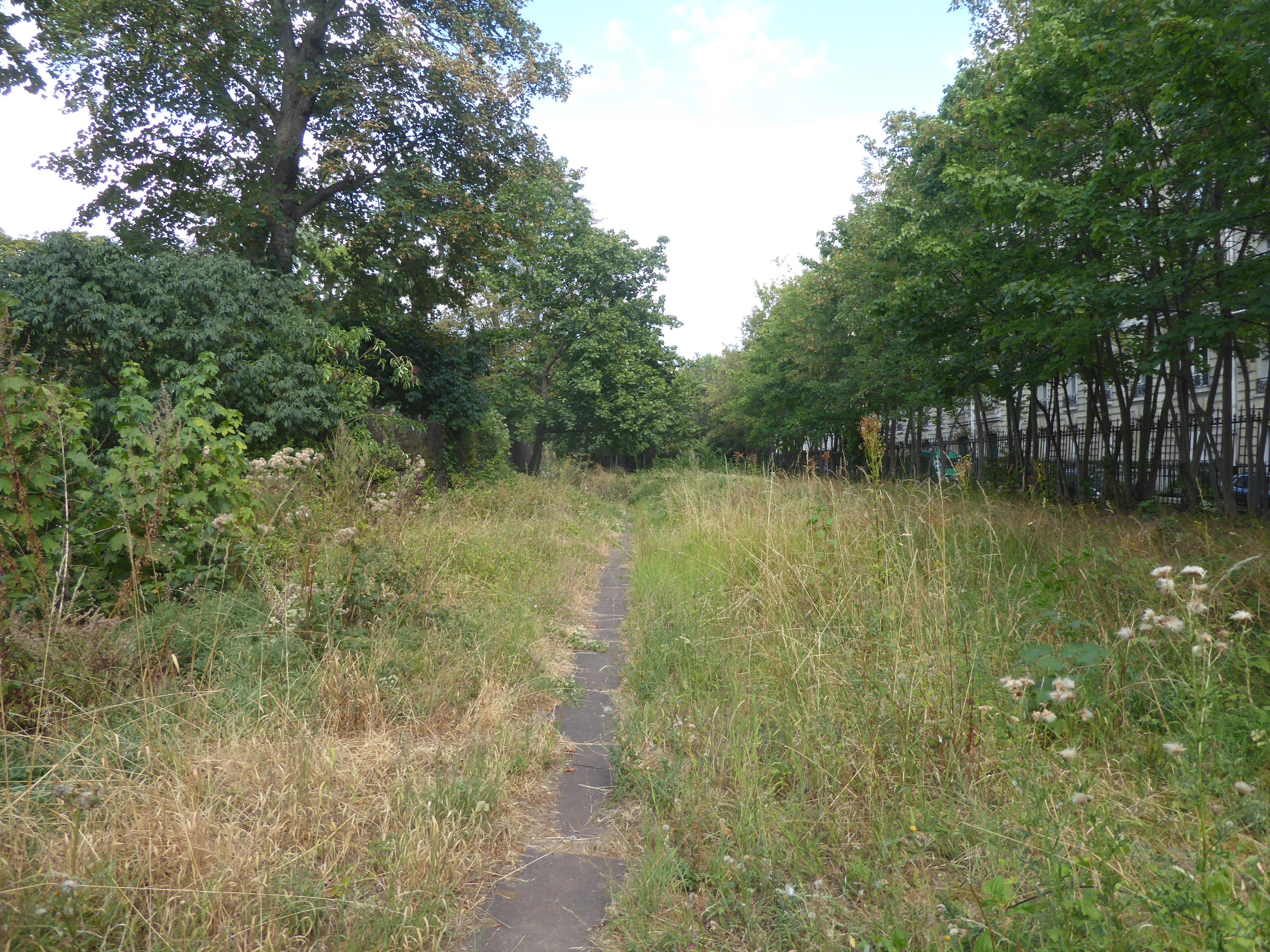
Sud de la gare de la Muette (friche depuis aménagée, en 2019).
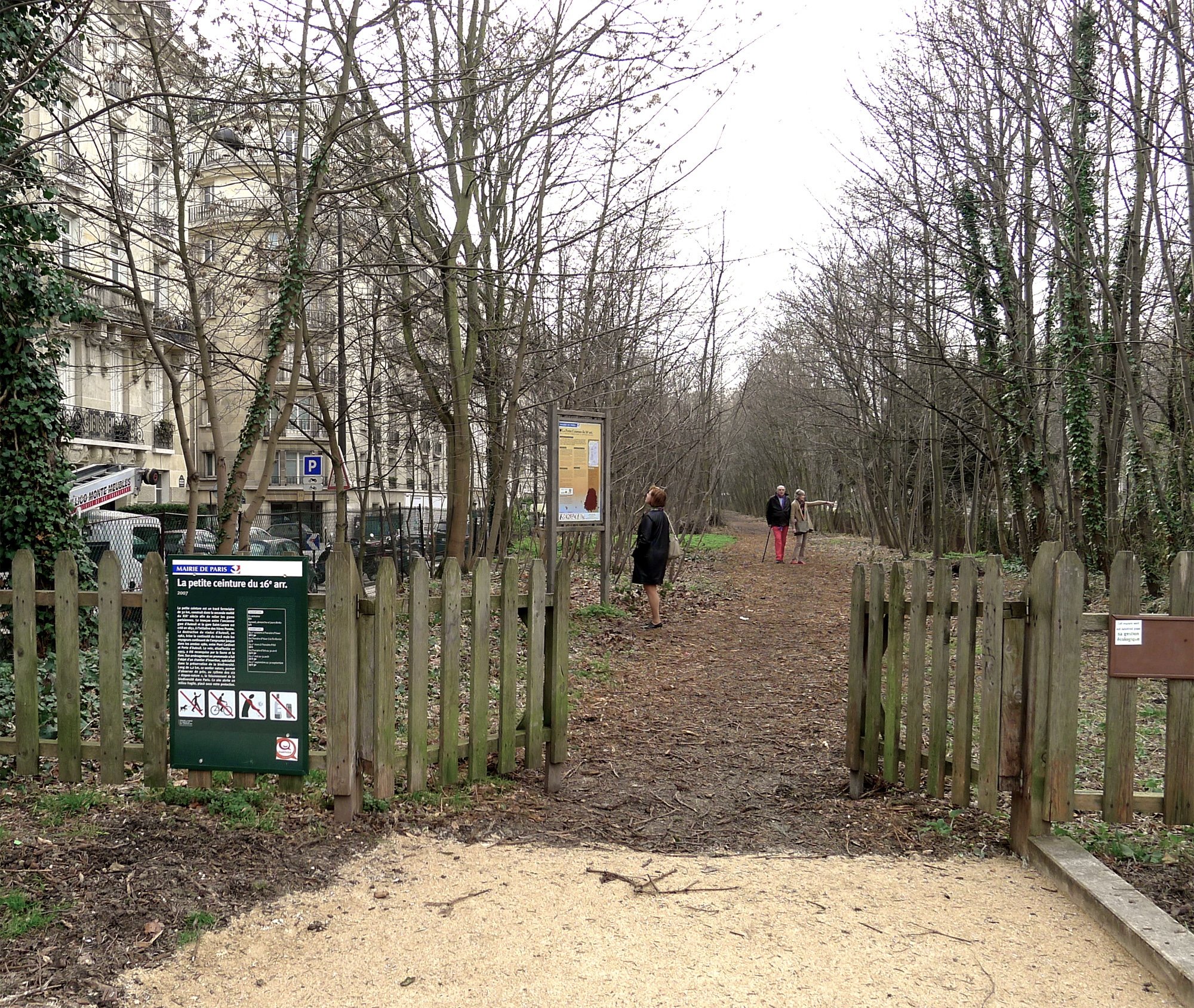
Entrée de l'espace vert dans le jardin du Ranelagh.
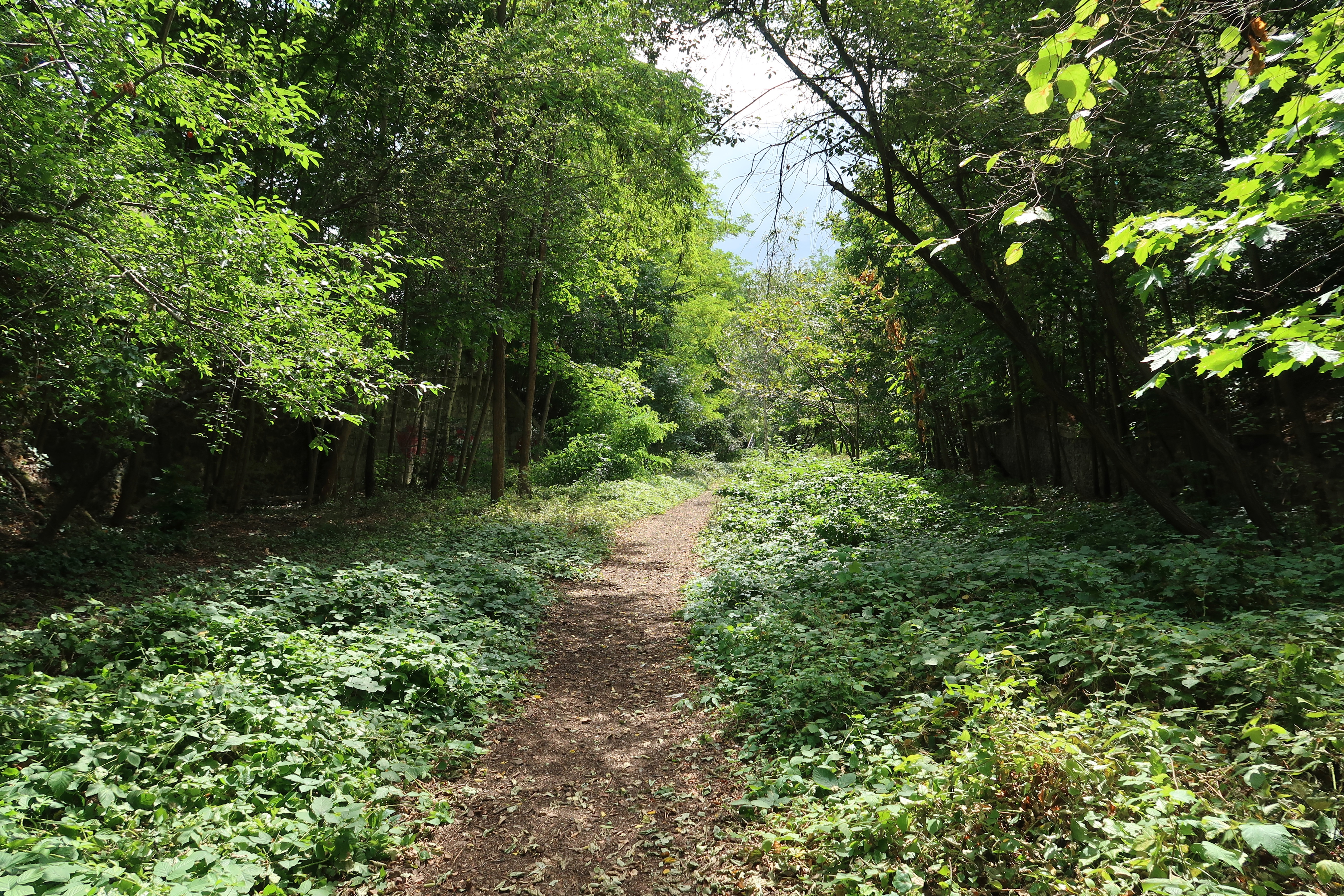
Promenade de la Petite Ceinture.